# ارمنستان
ارمنستان (به ارمنی: Հայաստան، تلفظ: هایاستان) با نام رسمی جمهوری ارمنستان (Հայաստանի Հանրապետություն، هایاستانی هانراپِتوتیون) کشوری محصور در خشکی در قفقاز جنوبی، غرب آسیا است که در سرزمین کوهستانی ارمنستان واقع است. این کشور، از شمال با گرجستان، از شرق با جمهوری آذربایجان و جمهوری آرتساخ، از جنوب با ایران و جمهوری خودمختار نخجوان و از غرب با ترکیه مرز مشترک دارد. پایتخت این کشور، ایروان و زبان رسمی آن ارمنی است.
ارمنستان ۲۹٬۸۰۰ کیلومترمربع مساحت و حدود ۳٬۰۱۸٬۸۵۴ میلیون نفر جمعیت دارد و تا پیش از انحلال اتحاد جماهیر شوروی، از مراکز مهم صنعتی شوروی سابق محسوب می‌شد.
ارمنستان نخستین کشوری بود که در اوایل قرن چهارم میلادی، مسیحیت را به عنوان دین رسمی خود پذیرفت و کلیسای آن، «کلیسای حواری ارمنی» کاملاً خودمختار و متفاوت با کلیساهای دیگر در جهان است.

## خاستگاه
دیدگاه نخست چنین است که این قوم در اثر ادغام تدریجی اقوام مهاجر هند و اروپایی «قوم آرمن» با اقوام بومی قدیمی تر ساکن در فلات ارمنستان مانند: هوری، اورارتویی، لوویان و هایاسا به‌وجود آمده است. بر پایه دیدگاه دیگر ارمنیان از آغاز در موطن اصلی خود فلات ارمنستان می‌زیستند لیکن از ادغام اقوام گوناگون پدید آمده‌اند. ارمنیان خود را «های» و کشورشان را هایک یا «هایاستان» می‌نامند.

در مورد پیدایش و نام ارمنیان موسس خورناتسی در کتاب خود این گونه می‌نویسد که: 
«ملت ارمنی بخاطر نام هایک سردودمان ارمنیان خود را «های» می‌نامد اما نامی که دیگر اقوام بر آنان بکار می‌برند یعنی «آرمن» یا «ارمن» از نام «آرام» یکی از اخلاف هایک اخذ گردیده است. از این رو اقوام همجوار کشور ما را به نام او می‌نامند. سورن یرمیان تاریخ‌نگار ارمنی نام «خای» را به سرزمین مشتمل بر استان‌های «هایک بزرگ و هایک کوچک» منتسب می‌کنند که در سنگ‌نبشته‌های «هیتی» به صورت «هایاسا یا خایاشا» آمده است».
در متون کهن ارمنی، هایک را یکی از نوادگان نوح و از دودمان یافث دانسته‌اند. در کتاب مؤسس خورناتسی آمده است که هایک پس از کشتن بل و در هم شکستن سپاه وی در محل نبرد ملکی بنا کرد و آن را «هایخ» نامید. از این رو تا زمان مؤسس خورناتسی «سده ۵ میلادی» نیز این ناحیه «هایوتس – دزور» نامیده می‌شد. هایوتس در زبان ارمنی به مفهوم «ارمنیان» و دزور به معنای «دره» است.
تنی چند از دانشمندان نام «های» را با واژه «هاتی» که نام حتیان بوده مربوط دانسته‌اند. پیوتروفسکی این نظریه را مستدل و استوار دانسته است. پاتکانیان بر آن بود که «های» در آغاز نام قومی جداگانه بوده که بر دیگر اقوام مجاور برتری داشته و نام خود را به همه آن‌ها داده است. در آسیای صغیر به هنگام کاوش‌های باستان‌شناسی در ناحیه هتوشش تختگاه کهن دولت حتیان، کتیبه‌ای متعلق به هزاره دوم قبل از میلاد کشف شده و این قدیم‌ترین منابعی است که در آن از کشور هایاسا و مردم آن یاد شده است. با کشف کتیبه «حِتی» سده ۱۴ قبل از میلاد معلوم شد که سرزمین شمال غرب ارمنستان، هایاسا نام داشته است. «کاپانتسیان» یادآور شده که «سا» و «شا» در زبان‌های اقوام آسیای صغیر صورت پسوندی را داشته که مشخص‌کننده نام سرزمین و محل معینی بوده است. چنین نتیجه‌ای حاصل شده است که وجود دو قوم در تشکیل مردم ارمنستان مؤثر بوده است که یکی از آن‌ها ساکن ارمنستان شرقی و شامل اتحاد قومی «ارمنیا» و دیگری ساکن ارمنستان غربی و شامل اتحاد قومی «هایاسا» بوده است.

## واژه‌شناسی
نام بومی این کشور در زبان ارمنی، هایک می‌باشد که در سده‌های میانه با افزودن پسوند فارسی ستان «به معنای سرزمین» به هایاستان تغییر یافت. این نام به‌طور سنتی از نام هایک، بنیان‌گذار ملت ارمنی و نتیجهٔ نوح پیامبر، گرفته شده است که بر اساس نوشتهٔ موسس خورناتسی، تاریخ‌نویس ارمنی، در سال ۲۴۹۲ قبل از میلاد «بل» پادشاه بابل را شکست داد و ملت ارمنی را در منطقهٔ آیرارات بنیان گذاشت.
زبان ارمنی، زبان رسمی کشور ارمنستان است.
برخی از همسایگان، ارمنستان و ارمنیان را با نام‌های دیگری نیز شناخته‌اند.
مردم گرجی، ارمنیان را «سُمخِبی» «درحالت مفرد: سُمِخی» و ارمنستان را «سُمخِتی» می‌گویند. ملت‌ها و کشورهای دیگر نیز از دیر باز تاکنون ارمنیان و ارمنستان را با تلفظ‌های مختلف کلمهٔ «آرمن» شناخته و می‌شناسند. آنان این کشور را «آرمِنیا، آرمانی، آرمینا، ارمنستان، آرمِنین، اِرمنستان» و به اسامی‌ دیگر نامیده و ملت ارمنی را نیز «آرامان، آرمینیان، آدمیانین، آرمِنیر، اِرمَنی و اَرمنی» خوانده‌اند.
نام «ارمنیا» نخستین بار در سطر ۱۵ ستون اول متن پارسی کتیبه داریوش اول بر کوه بیستون آمده است. در متن عیلامی کتیبه مزبور، نام این سرزمین به صورت «هارمی نویا» در متن اکدی «اوراشطو» و در متن آرامی «اررط» آمده است. محققان «اوراشطو» را همان اورارتو دانسته‌اند. در کتیبه‌های آشوری که به خط میخی است، این نام به صورت اورارتو آمده است. در کتاب مقدس به صورت آراراط آمده است. دولت اورارتو به نام «پادشاهی وان» نیز نامیده می‌شود.
بابلیان ساتراپ‌نشین، ارمنستان را «اوراشطو» و «اورالط» [Oralt] می‌نامیدند. حال آنکه پارسیان آن را «آرمینا» (به فارسی باستان:اَرْمینه 𐎠𐎼𐎷𐎡𐎴(Armina)) می‌خواندند. بر سنگ نوشته داریوش در شوش و نیز در نقش رستم به صورت «اررمن» آمده است. نام ارمنستان در متون یونانی به گونه‌های «ارمنیا» و مردم آنجا «ارمنیوی» [Armenioi] آمده است. گزنفون از ارمنستان و مردم آن به صورت «ارمنیون» یاد کرده است. هرودت و استرابون ارمنیان را «ارمنییوی» [Armenion] آورده‌اند.
موسس خورناتسی، نام ارمنیا را با نام «آرام» مربوط می‌داند که ششمین نسل از فرزندان هایک بود. وی به نقل از گذشتگان می‌نویسد که آرام در پیکارها، پیروزی فراوان کسب کرد و از محدوده ارمنستان فراتر رفت. از این رو دیگر اقوام سرزمین ارمنستان را به نام او نامیده‌اند که یونانیان آن را «آرمن» و ایرانیان و سوریاییان «آرمنیک» می‌نامند. گیراگوس گاندزاکتسی می‌نویسد که مردم ارمنستان به سبب رشادتهای آرام، «ارمن» نامیده شده‌اند.
در نوشته‌های مؤلفان عهد اسلامی چون بلاذری، دینوری، یعقوبی و ابن خردادبه، نام این سرزمین «ارمینیه» آمده است، گمان می‌رود که صورت معرب «ارمینیا» بوده باشد. در نوشته‌های عهد ساسانی و پس از آن نام «ارمن» مشهود است. در کتیبه شاپور یکم بر کعبه زرتشت نام فرزند ارشدش هرمزد اردشیر با عنوان «بزرگ ارمنان شاه» آمده است.

## تاریخ

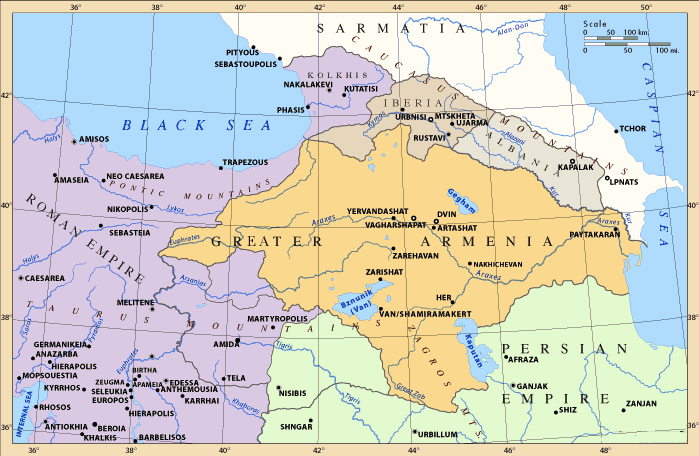
پادشاهی ارمنستان در سده چهارم میلادی همسایه ایران ساسانی، روم و پادشاهی ایبری

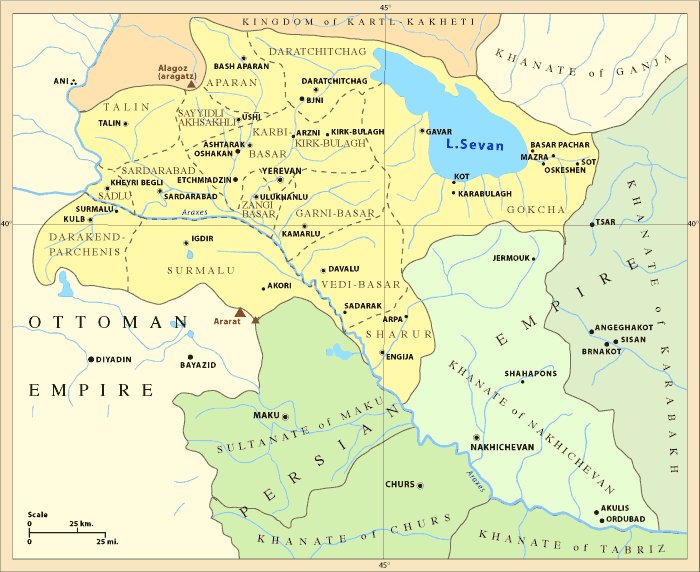
نقشه ارمنستان در اوایل سده ۱۹ میلادی: پادشاهی گرجستان در شمال، خانات ایروان در مرکز، خانات نخجوان در جنوب و خانات قره‌باغ در جنوب شرق ارمنستان

در زمان دودمان یرواندونی روند تشکیل ملت ارمنی به مرحله پایانی خود رسید. پس از لشکرکشی اسکندر مقدونی و پایه‌گذاری حکومت سلوکی، آرتاشس اول پادشاه ارمنستان بر آنان شوریده و پادشاه ارمنستان بزرگ را بنیان نهاد که در زمان تیگران بزرگ به اوج قدرت خود رسید.
در زمان سلسله اشکانی ارمنستان تحولات جدیدی به وقوع پیوست. به سال ۳۰۱ میلادی مسیحیت را به عنوان دین رسمی حکومت خود پذیرفتند، در این هنگام جمعیت آنان به ۴ میلیون نفر بالغ می‌گردید و وسعت ارمنستان بزرگ به ۳۱۲ هزار کیلومتر مربع می‌رسید پس از فروپاشی پادشاهی اشکانی ارمنستان با مبارزات آزادیبخش خود در برابر ساسانیان و امپراتوری رم شرقی و آنگاه حکومت اعراب توانستند هویت ملی و معنوی-فرهنگی خود را نگهدارند. در سال ۴۰۵ میلادی الفبای ارمنی ابداع شده باعث استواری هر‌چه بیشتر فرهنگی و معنوی گردید که در شرایط غیبت حکومت ملی توانست در یکپارچگی آنان سهیم گردد.
پس از پیکار و شورش‌های بی‌امان آزادیبخش مردم در برابر چیرگان خارجی حکومت متحد ارمنیان بدست دودمان باگراتونی بنیان نهاده شد. پس از چندی حکومت‌های دیگری نیز تأسیس یافت مانند حکومت آرزرونی که بسال ۱۰۲۱ میلادی بدست بیزانس منقرض گردید. در اثر ستم‌های حکومت‌های بیزانس، اعراب و سپس در اثر تاخت و تازهای ترکان سلجوقی ارمنیان بسیاری از سرزمین خود کوچ نموده به کشورهای دیگر رفتند. یکی از مهم‌ترین آن‌ها کیلیکیه در کنار دریای مدیترانه بود و در آنجا آنان توانستند حکومتی مستقل تأسیس نمایند که به پادشاهی ارمنی کیلیکیه یا «ارمنستان کوچک» شهرت یافت.
در زمان تقویت گرجستان «سده‌های ۱۲ و ۱۳ میلادی» بخش‌های شمالی و مرکزی ارمنستان از دست سلجوقیان آزاد شده به سرکردگی ارمنستان زاکارید حکومت ارمنستان احیاء شد. مهاجرت ارمنیان و رکود اقتصادی و فرهنگی آنان در زمان لشکرکشی تاتارها و مغولان و تاخت تازهای تیمور لنگ و طوائف آق‌قویونلو و قره قویونلو «سده‌های ۱۴ و ۱۵ میلادی» برای ارمنستان اسفناک بود. در سده ۱۶ میلادی ارمنستان تحت سیطره امپراتوری عثمانی و صفویان ایران قرار گرفت. روسیه تزاری بسال ۱۸۲۸ میلادی ارمنستان شرقی را بتصرف خود درآورد بدین سان ارمنیان در زیر سه حکومت روسیه، عثمانی و ایران قرار گرفتند. حکومت سلطان عثمانی با سیاست ضد ارمنی خود دست به کشتارهای توده‌ای در ارمنستان غربی زده از ۱۸۹۴ تا ۱۸۹۶ میلادی بیش از ۳۰۰ هزار نفر را قتل‌عام کردند.
با قدرت رسیدن نادرشاه افشار قسمت بزرگی از ارمنستان به تصرف ایران درآمد. کاتولیکوس رهبر مذهبی کلیسای اچمیادزین از این فرصت استفاده کرده و تلاش‌هایی را برای استیفای استقلال ارمنستان و رهایی از قیمومیت خفقان‌آمیز ترکان عثمانی آغاز می‌کند. این تلاش‌ها خیلی زود به یک جنبش وسیع علیه استیلای عثمانی‌ها مبدل می‌شود و ارمنی‌ها فعالانه در صفوف سپاه نادر شاه علیه قشون عثمانی به نبرد برمی‌خیزند.
در دوران قاجار که ارمنستان شرقی که تحت کنترل ایران قاجاری بود، نظام خان نشینی بود که در آن‌ها اداره امور به دست خان‌ها صورت می‌گرفت. عمده‌ترین حکومت خان‌نشین در این دوره خان‌نشین ایروان بود که بخش مرکزی ارمنستان شرقی را دربر می‌گرفت. محل‌ها یا ناحیه‌ها توسط بلوکها، شهرها به دست کلانترها و روستاها توسط دهیارها که همگی از سوی خان یا سردار ایروان انتخاب می‌شدند، اداره می‌شد. وظیفه اصلی خانات و بلوکات ارمنستان جمع مالیات و تدارکات قشون بود. در ۱۲ اکتبر ۱۸۱۳ پس شکست ایران قاجاری از روسیه تزاری پس از مدت‌ها جنگ و نبرد، در روستای گلستان از توابع قره‌باغ، معاهده صلح گلستان امضاء گردید که بر اساس آن گرجستان شرقی، خان‌نشین‌های گنجه، قره‌باغ، شکی، شروان، باکو، قوبا، تالش، دربند و بخشی از ارمنستان تحت تسلط قاجاریان از جمله استان شیراک، استان لوری، شهرستان قازاخ، شامشادین و استان سیونیک به روسیه تزاری واگذار شد.
حدود سیزده سال پس از انعقاد عهدنامه گلستان در سال ۱۸۲۶ میلادی با حمله ایران دور دوم جنگ‌های ایران و روسیه آغاز شد که بار دیگر به شکست ایران و انعقاد عهدنامه ترکمانچای در فوریه ۱۸۲۸ میلادی منجر شد که بر اساس آن ارمنستان شرقی و تمام مناطق شمال ارس به روس‌ها واگذار شد و در نتیجه ارمنستان برای همیشه از ایران جدا شد.
مبارزه ارمنیان در رهایی از دولت عثمانی آغاز گردید و مسئله ارمنی در محافل حکومتی و سیاسی اروپا مطرح شده آنان گهگاه در اثر ضرورت از این مسئله به عنوان حربه‌ای در برابر سلطان عثمانی استفاده نمودند. در سال ۱۹۱۵ حکومت ترکان جوان دست به نخستین نسل‌کشی سده بیستم میلادی زده بیش از یک و نیم میلیون ارمنی را در ارمنستان غربی به کام نیستی فرستاد.
در اثر مبارزات ارمنیان آنان موفق شدند پس از نبرد سارداراباد و نبرد قره کلیسا بسال ۱۹۱۸ میلادی پس از پنج سده حکومت خود را احیاء نمایند. در مدت حدود دو سال اولین جمهوری ارمنستان در بخش کوچکی از ارمنستان باستان تأسیس شد. بر اساس معاهده سور ترکیه مکلف شد شش ولایت ارمنی را به جمهوری ارمنستان بازپس دهد؛ لیکن با قدرت رسیدن کمال آتئاترک این امر جامه عمل نپوشید. از سویی دیگر قسمتی از آرتساخ و تمامی خاک نخجوان و آخالکالاکی در تصرف جمهوری‌های آذربایجان و گرجستان شوروی باقی ماند. از سال ۱۹۲۰ حکومت سوسیالیستی؛ ارمنستان شوروی جانشین آن گردید.
پس از فروپاشی اتحاد جماهیر شوروی؛ جمهوری ارمنستان در تاریخ ۲۱ سپتامبر ۱۹۹۱ اعلام گردید.

### تقسیمات کشوری ارمنستان باستان

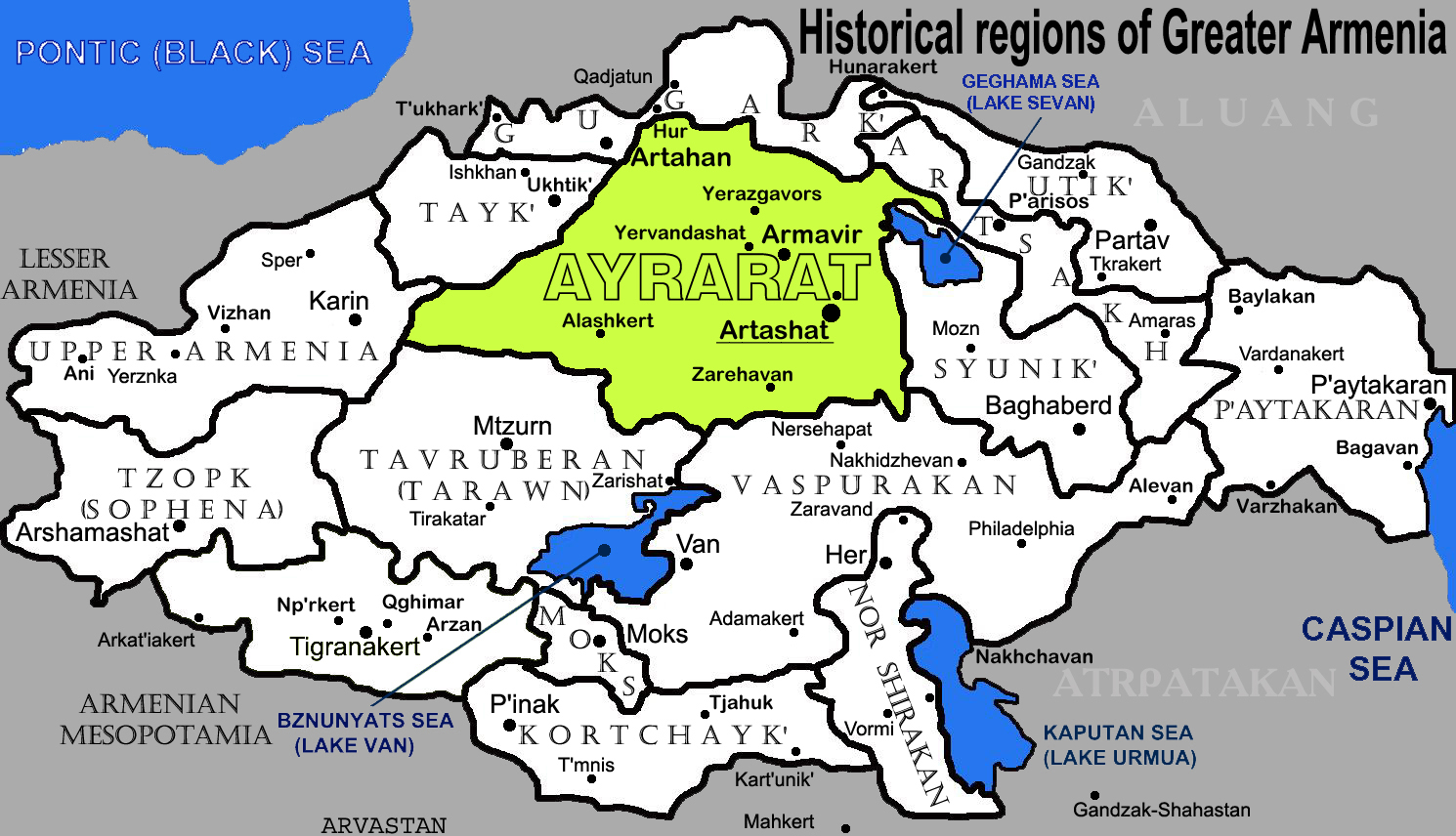
ایالت‌های تاریخی ارمنستان بزرگ

ارمنستان از لحاظ تاریخی به سه ناحیه تقسیم شده بود:
ارمنستان بزرگ، ارمنستان کوچک و ارمنستان جدید. تاریخ ارمنستان بزرگ و کوچک به ازمنه قدیم مربوط می‌شود و این دو سرزمین مجزا از همدیگر بودند. ارمنستان بزرگ وسیع تر از دو منطقه دیگر محسوب می‌شد و شامل پانزده ایالت بود. ارمنستان کوچک یا هایک کوچک در ناحیه غربی ارمنستان بزرگ، در محدوده شمال کاپادوکیه قرار داشت که در شمال شرق آناتولی در محدوده «استان سیواس و استان گوموش‌خانه» امروزی می‌باشد.
ارمنستان جدید به سومین ناحیه تاریخی متعلق است که به سده یازدهم مربوط می‌شود و در جنوب غربی ارمنستان کوچک واقع شده بود که به پادشاهی ارمنی کیلیکیه معروف است.

## جغرافیا
ارمنستان در قفقاز جنوبی در میان دریای سیاه و دریای خزر قرار دارد که مرز میان آسیا و اروپا محسوب می‌شود. ارمنستان کشوری کوهستانی و پرباران است و نیز یک کشور محاط در خشکی است.
جمهوری ارمنستان سرزمینی است کوهستانی که اکنون تنها شامل بخش شمالی فلات بزرگ ارمنستان است. سطح ارمنستان را مجموعه‌ای از کوهستان‌های دارای چین خوردگی بسیار، آتش فشان‌های بزرگ، قله‌های مخروطی، دره‌های تنگ رودخانه‌ای، دریاچه‌ها، چاله‌ها و گودال‌ها فرا گرفته است. حدود نود درصد اراضی ارمنستان در ارتفاعی بیش از هزار متر واقع شده‌اند. سطح اراضی ارمنستان از دیدگاه ساختاری به سه منطقه بخش می‌شود. بخش شمال شرق و جنوب شرق که منطقه‌ای است تکتونیک؛ بخش مرکزی که منطقه‌ای است آتش فشانی؛ بخش جنوب غربی جلگه آرارات که ناهمواری‌های آن حاصل سیلاب هاست و در جنوب شرق کوه آراگاتس در ارتفاع ۱۵۰۰ تا ۲۰۰۰ متر منطقه آتش فشانی ناهمواری دارای چین خوردگی‌های بسیار واقع شده است که رودهای کاساغ و هرازدان آن را قطع کرده‌اند. در بخش شرقی ارمنستان دو گودال و فرورفتگی عظیمی که در ارتفاع ۱۹۱۴ متری از سطح دریا قرار گرفته دریاچه سوان واقع است. سوان بلندترین و بزرگ‌ترین دریاچه کوهستانی قفقاز است. در جنوب حوضه سوان منطقه کوهستانی وایوتس دزور و رود آرپا قرار دارد. جنوب غرب ارمنستان شامل چین خوردگی‌های وسیع جلگه آرارات است که میان دو منطقه کوهستانی آراگاتس و گغام واقع شده است.
| کشورهای همسایه             | کشورهای همسایه | کشورهای همسایه                      |
| -------------------------- | -------------- | ----------------------------------- |
| شمال شرقی جمهوری آذربایجان | شمال گرجستان   | شمال غربی ترکیه                     |
| شرق جمهوری آرتساخ          |                | غرب ترکیه                           |
| جنوب شرقی جمهوری آرتساخ    | جنوب ایران     | جنوب غربی جمهوری آذربایجان (نخجوان) |

### کوه‌ها
ارمنستان در ارتفاع ۴۰۰ تا ۴۰۰۰ متری به ۵ منطقه بخش شده است:
منطقه نیمه صحرایی، استپی، جنگلی، آلپی و توندرای کوهستانی. منطقه نیمه صحرایی شامل جلگه آرارات تا ارتفاع ۹۰۰ متری از سطح دریاست. منطقه استپی وسیع‌ترین بخش ارمنستان را تشکیل می‌دهد و شامل سرزمین‌های شمالی و شرقی در ارتفاع ۱۹۰۰ تا ۲۰۰۰ متری و منطقه چاله‌های آرارات از ارتفاع ۱۳۰۰ تا ۱۴۰۰ تا ارتفاع ۲۰۰۰ – ۲۲۰۰ متر از سطح دریاست. در جنوب این منطقه تا ارتفاع ۲۴۰۰ – ۲۵۰۰ متری را نیز شامل می‌گردد. منطقه جنگلی شامل اراضی شمال شرق است که ۲۸ تا ۳۰ درصد اراضی را تا ارتفاع ۱۹۰۰ – ۲۰۰۰ متری تشکیل می‌دهد. منطقه آلپی شامل کوهستان‌هایی به ارتفاع ۲۰۰۰ تا ۲۲۰۰ متر است. منطقه توندرای کوهستانی در قله‌های مرتفع ارمنستان واقع است.
از کوه‌های ارمنستان می‌توان به:آراگاتس با ارتفاع ۴۰۹۵ متر، آچکاسار ۳۱۹۶ متر، آژداهاک ۳۵۹۷ متر، اسپیتاکاسار ۳۵۵۵ متر، گغاسار ۳۴۴۳ متر، واردنیس ۳۵۲۰ متر، متس ایشخاناسار ۳۵۵۲ متر و رشته‌کوه گقام و کوهستان زنگه‌زور را نام برد.

### آب و هوا

هوای ارمنستان ملایم است. در تابستان‌ها از مناطق جنوبی (فلات ایران) توده هوای گرمی که از منطقه گرمسیری وزیدن می‌گیرد به فلات ارمنستان می‌رسد. در زمستان‌ها هوای ارمنستان به شدت سرد می‌شود و فشار جو فزونی می‌گیرد. آسمان ارمنستان اغلب آفتابی است و میزان بارندگی در ارتفاعات به ویژه در ۲۰۰۰ و ۲۱۰۰ متری فزونی می‌گیرد. دمای هوا در ارمنستان به شدت تابع فصول سال است. در دشت آرارات متوسط دما در ماه ژوئیه دمای ۲۵+ تا ۲۷+ درجه سانتی گراد و حداکثر آن ۴۲+ درجه سانتی گراد است. در ماه ژانویه دمای متوسط هوا ۵- تا ۷- و حداقل آن ۳۰- درجه سانتی گراد است. در مناطق کوهستانی میانه از جمله دریاچه سوان میانگین دمای هوا در تابستان ۱۸+ تا ۲۰+ و در زمستان ۸- تا ۱۲- درجه است. در اطراف دریاچه آرپا دمای هوا به ۴۶- نیز رسیده است. در جلگه آرارات ۲۵۰ روز از سال دما به صفر درجه نمی‌رسد. در مناطق کوهستانی شمار این روزها در سال ۱۵۰ تا ۲۰۰ و در ارتفاعات بسیار حدود ۳۰ تا ۵۰ روز است. میزان متوسط بارندگی در ارمنستان ۵۵۰ میلی‌متر است که در بهار و اوایل تابستان به حداکثر و در نیمه دوم تابستان و نیز زمستان به حداقل می‌رسد. متوسط روزهای آفتاب ارمنستان را طی سال ۲۷۰۰ ساعت نوشته‌اند.

### رودها و دریاچه‌ها

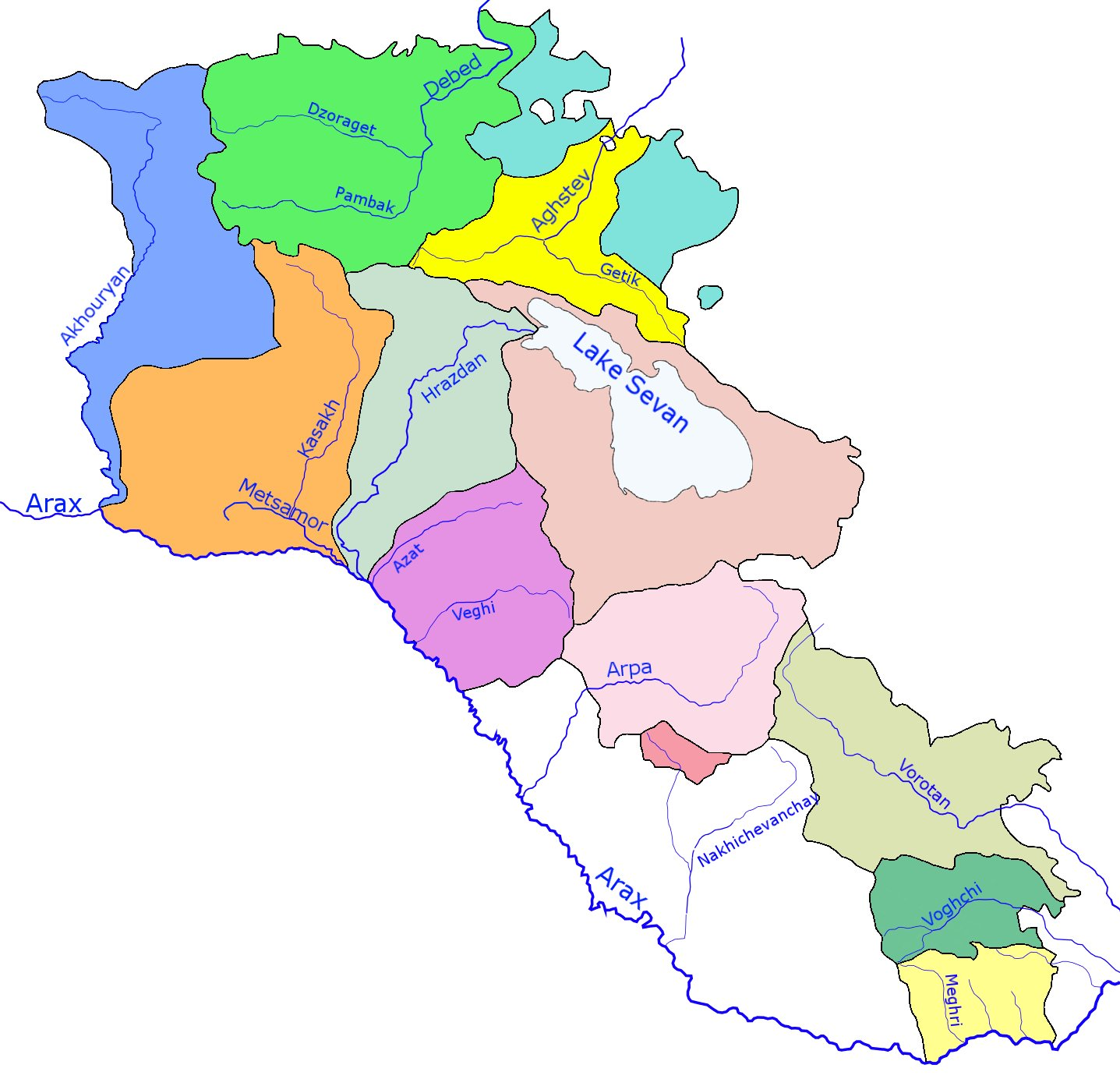
رودهای ارمنستان

در ارمنستان رودهایی جریان دارند که برخی به رودهای بزرگ‌تر و برخی به دریاچه سوان می‌ریزند. عمده‌ترین آن‌ها بخشی از رود ارس است. رود آقستف است که به رود کورا می‌پیوندد. رودهای هرازدان، آزات، ودی، وروتان، وخجی به رود ارس می‌پیوندند. رود پامباک و زوراگت به رود دِبِد متصل می‌گردند که این نیز با «رود خرامی» پیوند می‌یابد.
بزرگ‌ترین دریاچه ارمنستان سوان است. دریاچه‌های کوچک دیگری چون:آکنا، آرپی، آکنا (آیگر)، کاری، پارز، لسینگ و ایروان را نام برد.

### پوشش گیاهی و محیط زیست
در ارمنستان حدود ۳۲۰۰ نوع گیاه می‌روید که خود موید گوناگونی آنهاست. تنوع نباتات حاصل ناهمواری‌ها، خاک، آب و هوا و قرار داشتن ارمنستان در میان دو منطقه ژئوبوتانیک است. ۱-نواحی جنگلی و چمنزارهای قفقاز ۲-سرزمین‌های بیابانی و نیمه بیابانی ایران. جنگل‌های ارمنستان کوهستانی است و حدود ۱۲ درصد از اراضی این کشور را تشکیل می‌دهد. بیشتر مناطق جنگلی در دامنه کوه‌ها و ارتفاعات ۵۵۰ تا ۲۶۰۰ متر از سطح دریا قرار دارند.
عمده‌ترین درختان جنگلی ارمنستان عبارتند از: آلش، بلوط، کورکن و نیز درختان زیزفون، افرا، زبان گنجشک و دیگر انواع درختان. ارمنستان سرشار از درختان میوه جنگلی چون گلابی، سیب، گیلاس، گردو، گوجه، زغال اخته و زردآلو است.

### حیوانات
در ارمنستان حدود ۴۵۰ نوع حیوان مهره‌دار وجود دارد که ۷۶ نوع آن‌ها حشره خوارند. ۳۰۴ نوع پرنده و بالغ بر ۱۰ هزار نوع از نرم تنان و ۲۴ نوع ماهی ثبت شده که بسیاری از آن‌ها خاص ارمنستان است. در دشت‌ها شمار بسیاری موش صحرایی، روباه، لاک‌پشت، مار گرزه و افعی وجود دارند. در مناطق نزدیک رود ارس؛ گراز، خرس، گرگ، گربه وحشی، شغال و از پرندگان؛ اردک، غاز، لک لک، هدهد، عقاب، کرکس، بلدرچین، قرقاول و هوبره وجود دارند. در مناطق کوهستانی، بز کوهی، یوزپلنگ و پلنگ را می‌توان مشاهده کرد.

### شهرها
در کشور ارمنستان یک شهر/شهرک بر پایه جمعیت تعریف نمی‌شود. اما شهرهای ایروان، گیومری و وانادزور که هم‌اکنون بالای ۸۰٬۰۰۰ تن جمعیت دارند در طی دوران شوروی شهرهای اصلی تابع جمهوریت محسوب می‌شدند. مابقی شهرک‌ها کمتر از ۵۰٬۰۰۰ تن جمعیت دارند.
| ۱  | ایروان    | ایروان    | ۱٬۰۷۱٬۸۰۰ | ۱۱ | گوریس            | سیونیک     | ۲۰٬۳۰۰ |
| ۲  | گیومری    | شیراک     | ۱۱۸٬۶۰۰   | ۱۲ | آشتاراک          | آراگاتسوتن | ۱۹٬۱۰۰ |
| ۳  | وانادزور  | لوری      | ۸۲٬۸۰۰    | ۱۳ | ماسیس            | آرارات     | ۲۰٬۵۰۰ |
| ۴  | اچمیادزین | آرماویر   | ۴۶٬۸۰۰    | ۱۴ | اسپیتاک          | لوری       | ۱۳٬۰۰۰ |
| ۵  | هرازدان   | کوتایک    | ۴۱٬۶۰۰    | ۱۵ | چارنتساوان       | کوتایک     | ۲۰٬۵۰۰ |
| ۶  | آبوویان   | کوتایک    | ۴۴٬۴۰۰    | ۱۶ | سوان             | گغارکونیک  | ۲۰٬۶۰۰ |
| ۷  | آرتاشات   | آرارات    | ۲۱٬۳۰۰    | ۱۷ | سیسیان           | سیونیک     | ۱۴٬۹۰۰ |
| ۸  | کاپان     | سیونیک    | ۴۲٬۷۰۰    | ۱۸ | ایجوان           | تاووش      | ۲۰٬۸۰۰ |
| ۹  | آرماویر   | آرماویر   | ۲۹٬۰۰۰    | ۱۹ | آرارات، ارمنستان | آرارات     | ۲۰٬۴۰۰ |
| ۱۰ | گاوار     | گغارکونیک | ۱۹٬۹۰۰    | ۲۰ | دیلیجان          | تاووش      | ۲۳٬۷۰۰ |

## سیاست

### استقلال سیاسی
انتخابات شورای عالی ارمنستان بخشی از تحولاتی بود که در اوایل بهار سال ۱۹۹۰ میلادی به وقوع پیوست. شورای عالی ارمنستان که در کنترل کنگره ملی ارمنی قرار داشت، در اول مارس ۱۹۹۰ میلادی اعلام نمود که با برگزاری همه‌پرسی با هدف حفظ اتحاد جماهیر شوروی در این جمهوری مخالف است و در نظر دارد همه‌پرسی نظر خود را با هدف استقلال سیاسی ارمنستان ظرف شش ماه آینده برگزار نماید. در این راستا، شورای عالی ارمنستان اقدام به تصویب «سند استقلال» در ۲۳ اوت ۱۹۹۰ میلادی نمود. لوون تر-پتروسیان به عنوان رئیس شورا آن را امضاء کرد. در ماه اوت سال ۱۹۹۱ میلادی، لوون تر-پتروسیان لایحه‌ای را تدوین و به تصویب شورای عالی ارمنستان رساند که به موجب آن نهاد جدیدی با عنوان «ریاست جمهوری ارمنستان» تشکیل می‌شد و رئیس‌جمهور با رأی مستقیم مردم به این مقام دست می‌یافت. به فاصله کوتاهی پس از فروپاشی شوروی و برگزاری همه‌پرسی استقلال ارمنستان در ۲۱ سپتامبر ۱۹۹۱ میلادی، نخستین دوره انتخابات ریاست جمهوری در ۱۶ اکتبر ۱۹۹۱ میلادی برگزار شد.

### دولت
- نظام قوهٔ مقننه

نظام قوهٔ مقننهٔ ارمنستان تک مجلسی است. دورهٔ نمایندگان مجلس ملی ارمنستان پنج ساله است. ارمنستان ۴۱ حوزهٔ انتخابیه و ۱۹۸۲ زیرحوزه (صندوق انتخاباتی) دارد. مجلس ارمنستان دارای ۱۳۱ کرسی است که نمایندگان آن به دو صورت «نظام انتخاباتی» و «نمایندگی تناسبی» انتخاب می‌شوند. در بخش نظام انتخاباتی، ۴۱ نفر از هرکدام از حوزه‌های انتخابی به صورت انفرادی و با حمایت احزاب از سوی مردم برگزیده می‌شوند. در بخش نمایندگی تناسبی، نود نفر از طریق احزاب یا ائتلاف‌های شرکت‌کننده انتخاب می‌شوند و به عبارت دیگر، مردم به احزاب یا ائتلاف‌ها رأی می‌دهند و احزاب نیز برحسب درصد آرایی که به دست آورده‌اند افراد خود را، براساس فهرست از پیش اعلام شده، روانهٔ مجلس می‌کنند؛ و حد نصاب ورود به مجلس برای احزاب ۵ درصد و برای ائتلاف‌ها ۷ درصد از مجموع آرا است.
- نظام پارلمانی

مجلس ملی جمهوری ارمنستان در روز دوشنبه، ۵ اکتبر ۲۰۱۵، لایحه پیشنهادی حزب جمهوری‌خواه ارمنستان را در خصوص «تغییر ساختار سیاسی کشور از ریاست جمهوری به پارلمانی» با ۱۰۳ رأی مثبت در مقابل ۱۰ رأی منفی و ۳ رأی ممتنع به تصویب رسانید. این مصوبه در ۶ دسامبر ۲۰۱۵ در یک همه‌پرسی به رأی گذاشته شد و ۶۳٫۳۵ درصد شرکت کنندگان در همه‌پرسی به این اصلاحات و تبدیل حکومت این کشور به نظام پارلمانی رأی دادند و ۳۲٫۳۴ درصد نیز مخالف این اصلاحات بوده‌اند.

### احزاب در ارمنستان
تعدادی از احزاب ارمنستان براساس کتاب جریان‌های سیاسی جمهوری ارمنستان به شرح زیر است:
| احزاب سنتی و تاریخی                | رهبر مؤسس                                           | رهبر کنونی           | سال تأسیس   | ایدئولوژی               |
| ---------------------------------- | --------------------------------------------------- | -------------------- | ----------- | ----------------------- |
| حزب آرمناکان                       | مکرتیچ پرتوگالیان                                   | -                    | ۱۸۸۵ میلادی | لیبرال                  |
| حزب سوسیال دموکرات هنچاکیان        | گروهی از دانشجویان ارمنی                            | -                    | ۱۸۸۷ میلادی | سوسیالیسم جریان چپ      |
| فدراسیون انقلابی ارمنی             | کریستاپور میکائلیان، استپان زوریان و سیمون زاواریان | هرانت مارکاریان      | ۱۸۹۰ میلادی | سوسیالیسم جریان چپ      |
| حزب کمونیست ارمنستان (اتحاد شوروی) | گوورگ سارگیسوویچ آلیخانیان، آرام گاسپار سارگسیان    | -                    | ۱۹۲۰ میلادی | کمونیسم                 |
| احزاب مقطع استقلال ارمنستان        | رهبر                                                | رهبر کنونی           | سال تأسیس   | ایدئولوژی               |
| کنگره ملی ارمنی                    | لوون تر-پتروسیان                                    | لوون تر-پتروسیان     | ۱۹۸۹ میلادی | محافظه کار (جریان راست) |
| حزب جمهوری‌خواه ارمنستان            | آشوت ناواساردیان                                    | سرژ سارگسیان         | ۱۹۹۰ میلادی | محافظه کار (جریان راست) |
| حزب دموکراتیک ارمنستان             | آرام گاسپار سارگسیان                                | آرام گاسپار سارگسیان | ۱۹۹۱ میلادی | سوسیالیسم جریان چپ      |
| احزاب پس از استقلال                | رهبر                                                | رهبر کنونی           | سال تأسیس   | ایدئولوژی               |
| حزب محافظه کار ارمنستان            | میکائیل هایراپتیان                                  | میکائیل هایراپتیان   | ۱۹۹۱ میلادی | محافظه کار (جریان راست) |
| حزب رنسانس دموکرات-مسیحی           | مکرتیچ گیمیشیان                                     | مکرتیچ گیمیشیان      | ۱۹۹۵ میلادی | محافظه کار (جریان راست) |
| حزب وحدت ملی                       | آرتاشس گغامیان                                      | آرتاشس گغامیان       | ۱۹۹۷ میلادی | محافظه کار (جریان راست) |
| حزب آزادی                          | هراند باگراتیان                                     | هراند باگراتیان      | ۱۹۹۷ میلادی | لیبرال                  |
| حزب وطن دموکراتیک                  | پطروس ماکیان                                        | پطروس ماکیان         | ۱۹۹۸ میلادی | محافظه کار (جریان راست) |
| حزب مردم ارمنستان                  | استپان دمیرچیان                                     | استپان دمیرچیان      | ۱۹۹۸ میلادی | سوسیالیسم جریان چپ      |
| حزب کشور قانونمند                  | آرتور باغداساریان                                   | آرتور باغداساریان    | ۱۹۹۸ میلادی | لیبرال                  |
| حزب ارامنه متحد                    | روبن آواگیان                                        | روبن آواگیان         | ۲۰۰۰ میلادی | محافظه کار (جریان راست) |
| حزب وفاق ملی                       | آرام هاروتیونیان                                    | آرام هاروتیونیان     | ۲۰۰۰ میلادی | لیبرال                  |
| حزب جمهوری                         | آرام سارگسیان                                       | آرام سارگسیان        | ۲۰۰۱ میلادی | محافظه کار (جریان راست) |
| حزب دموکراتیک ملی                  | شاوارش کوچاریان                                     | شاوارش کوچاریان      | ۲۰۰۱ میلادی | لیبرال                  |
| حزب میراث                          | رافی هووانیسیان                                     | رافی هووانیسیان      | ۲۰۰۲ میلادی | لیبرال                  |
| حزب دوران نوین                     | آرام کاراپتیان                                      | آرام کاراپتیان       | ۲۰۰۳ میلادی | محافظه کار (جریان راست) |
| حزب ارمنستان شکوفا                 | گاگیک تساروکیان                                     | گاگیک تساروکیان      | ۲۰۰۴ میلادی | لیبرال                  |
| حزب سرزمین پدری                    | آرشاک باکلاچیان                                     | آرشاک باکلاچیان      | ۲۰۰۵ میلادی | محافظه کار (جریان راست) |

### سیاست خارجی

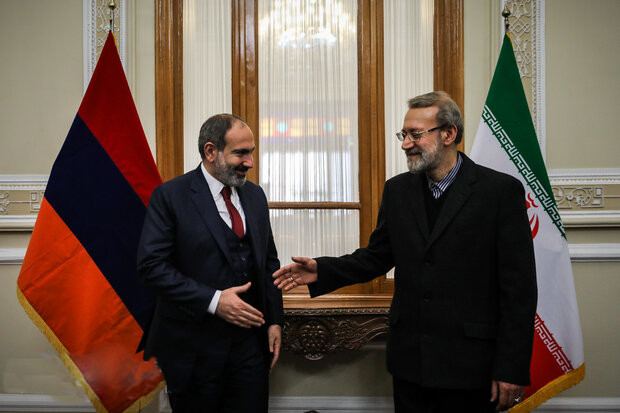
نیکول پاشینیان و علی لاریجانی

روابط ایران و ارمنستان به روابط دوجانبه بین دو کشور همسایه ایران و ارمنستان گفته می‌شود. روابط ایران و ارمنستان بر ارتباط فرهنگی، سیاسی و تاریخی دیرینه دو کشور همسایه و اشتراک معنوی و فکری دو ملت استوار است. پس از اعلام استقلال جمهوری ارمنستان (۲۱ سپتامبر ۱۹۹۱ میلادی)، جمهوری اسلامی ایران از نخستین کشورهای جهان بود که استقلال ارمنستان را به رسمیت شناخت (۲۵ دسامبر ۱۹۹۱ میلادی). دولت ایران و ارمنستان روابط همه‌جانبه سیاسی، دیپلماسی، فرهنگی و اقتصادی برقرار کردند. غیر از عوامل استراتژیکی و اقتصادی، مناسبات دوستی دو ملت نیز یکی از عوامل مهم در توسعه روابط حسن همجواری کشورهای ایران و ارمنستان به‌شمار می‌رود. دورنمای همکاری بی‌سابقه‌ای مخصوصاً در زمینه فرهنگی، علمی و آموزشی بین دو کشور ایجاد شد.

### استان‌ها
نوشتار اصلی: استان‌های ارمنستان
ارمنستان ۱۱ استان دارد:
1. آراگاتسوتن
2. آرارات
3. آرماویر
4. گغارکونیک
5. کوتایک
6. لوری
7. شیراک
8. سیونیک
9. تاووش
10. وایوتس‌جور
11. ایروان

### ارتش

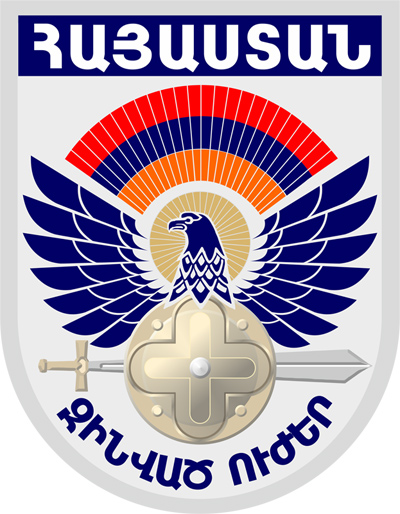
نشان نیروهای مسلح ارمنستان

تاریخ نظامی ارمنستان قدمتی بسیار طولانی داشته است و همواره دارای پیروزی‌های ارزشمندی بوده و به گونه‌ای که دارای فرهنگ و تمدن نظامی مستقل بوده است. تاریخ نظامی ارمنستان دربر گیرنده جنگ و ستیزهای دراز از زمان ارمنستان باستان تا به امروز بوده، سرزمین‌های متصرفه (ارمنستان غربی) از سوی امپراتوری عثمانی که باعث نسل‌کشی ارمنیان شد و جنگ قره‌باغ و بسیاری از رویدادهای تاریخی و درگیری‌های نظامی با هم پیوند خورده است.
سرزمین کوهستانی ارمنستان در بین دو امپراتوری قرار داشت امپراتوری روم (بیزانس) درغرب و امپراتوری ایران و اعراب در شرق. ارمنستان در دوران قدیم برای استقلال خود همیشه با دو امپراتوری رم و ایران در کشمکش بوده و هر امپراتوری سعی می‌کرده فتوحات تازه‌ای را از رقیب خود بدست بیاورد. همچنین در دوران مدرن ارمنستان دوباره بین دو امپراتوری قرار گرفت امپراتوری عثمانی و امپراتوری روسیه تزاری.
فلات ارمنستان، یعنی محدوده جغرافیایی ارمنستان باستان، نامی آشنا در تاریخ‌شناسی است و به سبب موضع خاص خود در طول سی سده بارها مورد آماج حملات بزرگ و متوسط شده و حداقل به همین تعداد تاخت و تازهای کوچکتر و گذرا به خود دیده و بیش از این نیز درگیر جنگ‌های داخلی خارجی بوده است، و از این نظر یکی از استثنایی‌ترین کشورهای دنیا است. نباید از یاد برد که در لابلای این رویدادهای تکان دهنده و ویرانگر و در زمان فرمانروایان ارمنی یا اشغالگران بیگانه، دوران‌های صلح‌آمیز و اکثراً کوتاه مدت نیز وجود داشته‌اند.

## اقتصاد

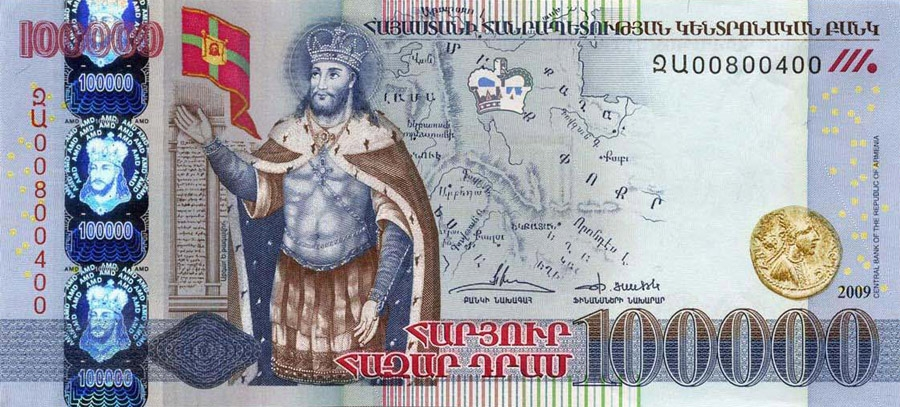
۱۰۰٬۰۰۰ درام ارمنستان

قبل از استقلال ارمنستان اقتصاد این کشور اقتصادی صنعت محور بود. صنایع فعال در این منطقه در سال‌های قبل از استقلال عبارت بودند از صنعت تولید مواد شیمیایی، تولید ماشین آلات صنعتی، فرآوری مواد غذایی، نساجی، تولید رزین و الکترونیک. مسئله با اهمیت وابستگی این صنایع به واردات مواد اولیه از کشورهای خارجی بود که سبب تضعیف آن‌ها شد. بانک مرکزی ارمنستان، نرخ رشد اقتصادی ارمنستان در نیمه اول سال ۲۰۰۵ را برابر با ۱۰٫۲ درصد اعلام کرد. ساختار اقتصادی ارمنستان از سال ۱۹۹۱ از اصل تغییر کرده است؛ بخش‌هایی همچون ساختمان‌سازی و خدمات جای کشاورزی و صنعت را به عنوان سهام‌داران اصلی رشد اقتصادی گرفته‌اند. «صنعت فرآوری الماس» که یکی از مهم‌ترین صادرکنندگان و همچنین یکی از اصلی‌ترین جذب کنندگان سرمایه خارجی در سال‌های ۲۰۰۰ تا ۲۰۰۴ بود، با کاهشی شدید در میزان تولیدات برای سال ۲۰۰۵ مواجه شد؛ این مسئله ناشی از کاهش عرضه مواد اولیه از سوی روسیه و رکود کلی بازارهای بین‌المللی الماس بود. دیگر بخش‌های صنعتی که رشد صنعتی را پیش می‌بردند، شامل بخش‌های انرژی، متالورژی و فرآوری غذا بود. در سال ۱۹۹۴ بازگشت ارمنستان به رشد اولین کشور در میان جمهوری‌های شوروی سابق که هنوز پس از فروپاشی اتحاد شوروی در حال بازسازی است، چیزی کم از یک رویداد چشمگیر نبود و در حالی به‌دست آمد که اقتصاد ارمنستان در پی زمین‌لرزه اسپیتاک و جنگ قره‌باغ، داشت بهبود می‌یافت. رشد اقتصاد با کارآفرینان دولتی کوچک و متوسط اما به شدت موفق و چابک و خصوصی‌سازی زمین پشتیبانی و تأیید شد.
بین سال‌های ۲۰۰۰ تا ۲۰۰۷ میلادی با ایفای نقش روبرت کوچاریان هم‌زمان شد. کسی که مهارت‌های سیاسی ویژه‌اش به او اجازه داد تا پس از ترورهای اکتبر ۱۹۹۹ قدرت را یکپارچه و نقش مسلطی را در مدیریت امور اقتصادی و سیاسی در ارمنستان ایفا کند. این دوره رشد دورقمی تولید ناخالص داخلی و ثبات مالی کلان را شاهد بود، اما با فقدان توجه به حکمرانی خوب و ایفای نقش مناسب بازارها همراه شد. با تحول سیاسی در سال ۲۰۰۸ و اثر بحران جهانی مشخص می‌شود. آمادگی اندک در برابر بحران مالی و تدبیر ناکافی طی سال‌های ۲۰۰۸ و ۲۰۰۹ به کاهش ۱۴٫۲ درصدی در تولید ناخالص داخلی (GDP) در سال ۲۰۰۹، یکی از بدترین عملکردها در جهان از آغاز بحران مالی - منتج شد. پس از گذشت چهار سال، تولید ناخالص داخلی واقعی هنوز در پایین سطح سال ۲۰۰۷ خود است و پیش‌بینی می‌شود تنها با کندی در میان مدت رشد کند. در حالی که برخی تلاش‌ها برای ارتقای سطح نسبت مالیات به تولید ناخالص داخلی صورت گرفت، این تلاش‌ها با مقاومتی از سوی طرفداران معدود حکومت در فعالیت‌های اقتصادی مواجه شد. این موضوع، تمام بار انگیختگی اقتصاد را روی استقراض خارجی گذاشت. بدهی عمومی، به ویژه در مورد وام‌های بلند مدت، به همراه مقدار قابل توجهی جریمه برنامه‌ریزی شده برای ۲۰۱۲ تا ۲۰۱۴ به ترکیب و سطوح هشداردهنده‌ای رسیده است.

### معادن ارمنستان

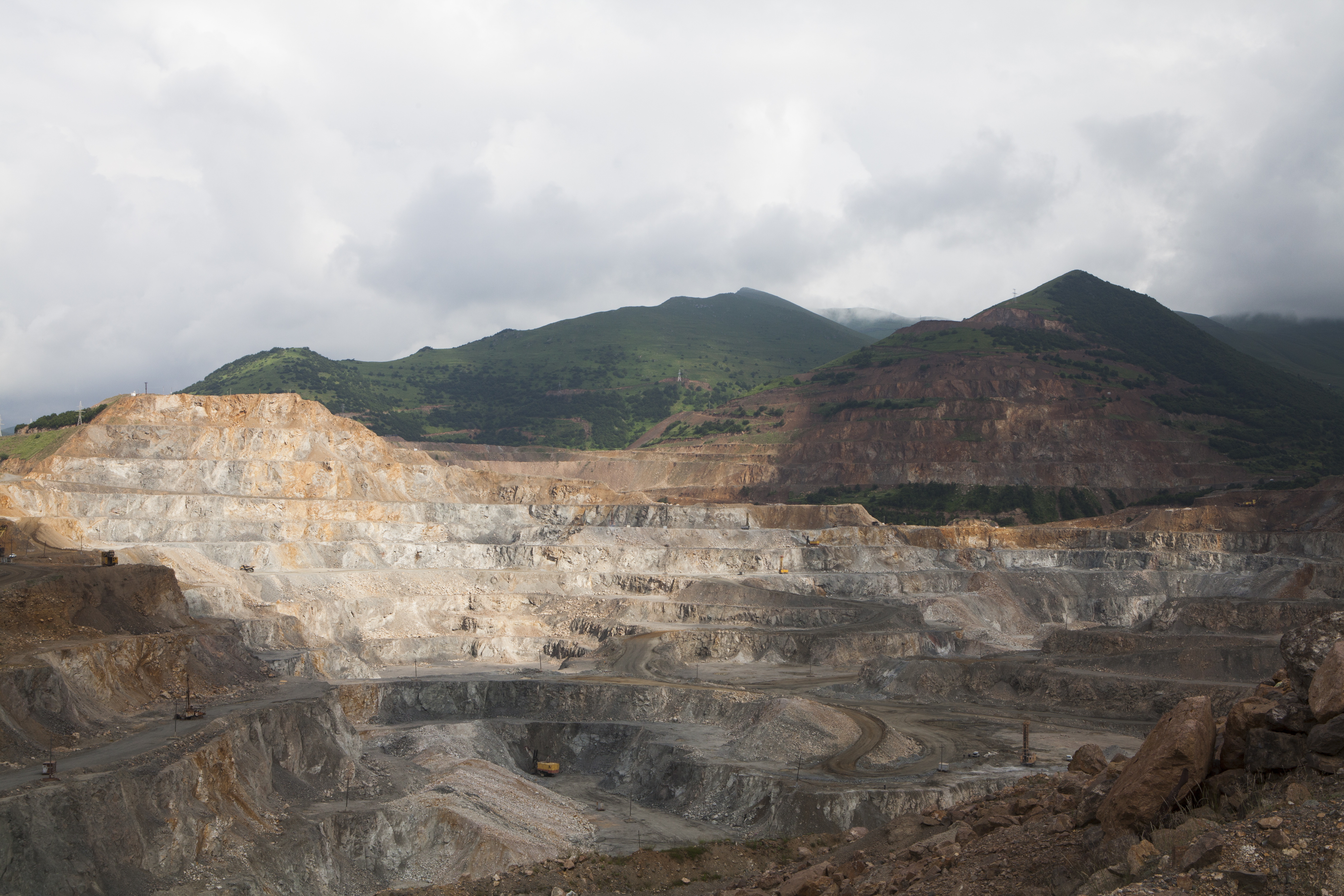
معدن کاجاران در استان سیونیک

ارمنستان در زمینه تولید مولیبدن رتبه هفتم جهان را در سال ۲۰۱۰ میلادی داشت. ارمنستان دارای معادن مس، آهن، طلا، نمک، بازالت، مرمر، مواد خام نسوز و توف وجود دارند و آب‌های معدنی بسیار از جمله آب‌های نوشیدنی گوارا و آب‌های درمانی در آنجا وجود دارد. در سال ۲۰۱۰ میلادی سهم تولیدات معدنی در تولیدات صنعتی ۱۳/۸ درصد بود. صادرات معدنی نقش مهمی در صادرات کشور ارمنستان دارد. فلزات غیر قیمتی و مواد تهیه شده از آن‌ها ۳۳۲ میلیون دلار یا ۳۰ درصد درآمدهای صادراتی کشور، تولیدات معدنی ۳۰۷ میلیون دلار ۲۷/۷ درصد و سنگ‌ها و فلزات قیمتی ۱۳۴ میلیون دلار و ۱۲/۱ درصد درآمدهای صادراتی بود. شرکای اصلی صادراتی کشور شامل روسیه با ۱۵/۴ درصد، بلغارستان با ۱۵ درصد، هلند با ۹/۵ درصد و ایران ۸/۱ درصد از درآمدهای صادراتی بودند

### انرژی در ارمنستان
ارمنستان به سختی وابسته به واردات سوخت، به خصوص از روسیه است. نیروگاه هسته‌ای متسامور ۴۰٪ برق کشور را تأمین می‌کند، توربین‌های آبی و گرمایی نیز هر کدام ۳۰٪ برق را تولید می‌کنند.

### گردشگری در ارمنستان
گردشگری یکی از منابع اصلی درآمد کشور ارمنستان می‌باشد که نقش مهمی در اقتصاد ارمنستان ایفا می‌کند. در سال‌های اخیر، ورود گردشگران خارجی به این کشور افزایش داشته است. عمده گردشگران خارجی حاضر در ارمنستان، از کشورهای منطقه به این کشور سفر می‌کنند که بر اساس آمار سال ۲۰۱۴ (میلادی)، ۴۴ درصد آن‌ها از روسیه، ۲۸ درصد از گرجستان، ۱۲ تا ۱۴ درصد از اتحادیه اروپا و ۷ درصد از ایران می‌باشند. از عوامل مؤثر در رونق صنعت گردشگری در این کشور، می‌توان به توسعه زیرساخت‌های لازم، تنوع‌بخشی به محصولات گردشگری، شناساندن مناسب این کشور در رسانه‌های جهان، لغو روادید برای کشورهای عضو اتحادیه اروپا و برخی دیگر از کشورها و اعطای آسان ویزا برای مسافران بیشتر کشورها و اتخاذ سیاست آسمان باز؛ اشاره کرد. بنابر آمار وزارت اقتصاد ارمنستان، در نیمه نخست سال ۲۰۱۴ (میلادی)، در مجموع ۴۹۵٬۹۶۷ گردشگر خارجی به ارمنستان سفر کردند که ۱۷٫۳ درصد نسبت به مدت مشابه سال قبل افزایش داشته است.
- دریاچه سوان بزرگ‌ترین دریاچهٔ قفقاز و از بزرگ‌ترین دریاچه‌های کوهستانی آب شیرین در جهان است که در بلندای ۱٬۹۱۶ متری سطح دریا واقع شده است. این دریاچه از نظر جغرافیایی در مرکز ارمنستان در استان گغارکونیک در ارتفاع ۱۹۰۰ متر از سطح دریا قرار گرفته است. مساحت کل آبریز آن ۵۰۰۰ کیلومتر مربع می‌باشد و از ۲۸ رودخانه و نهر تغذیه می‌شود. ۹۰٪ ماهی‌ها و ۸۰٪ خرچنگ‌های ارمنستان از دریاچه سوان تأمین می‌شوند. سوان از دو کلمه [sev] به معنی سیاه و [vank] به معنی صومعه گرفته شده است.[۶۲]
- شهر توریستی جرموک ارمنستان یک شهر کوهستانی با چشمه‌های آب گرم است که در جنوب استان وایوتس دزور و ۵۳ کیلومتری شرق استان یغگنادزور است. شهر جرموک به خاطر چشمه‌های آب گرم و آب معدنی بسیار مشهور و مورد توجه برای توریست‌ها می‌باشد. شهر جرموک دارای آبشارها، هوای تازه، دریاچه‌های مصنوعی، مسیرهای پیاده‌روی، جنگل‌های زیبا و استخرهای آب معدنی می‌باشد. نام این شهر از کلمه ارمنی مشتق شده که به معنی چشمه آبگرم است.[۶۳][۶۴]
- بال‌های تاتو، طولانی‌ترین تله‌کابین کابلی بدون توقف جهان به طول ۵٬۷ کیلومتر می‌باشد. این خط می‌تواند دسترسی به صومعه تاتو، یکی از مهم‌ترین مراکز مذهبی کشور ارمنستان و اصلی‌ترین جاذبه توریستی این کشور را تسهیل بخشد. این تله کابین از مناطقی بسیار زیبا و دیدنی عبور می‌کند. تله‌کابین «بال‌های تاتِو» در واقع راه دستیابی به کلیسای تاریخی «صومعه تاتو» است.
- دیلیجان شهری سرسبز در شمال ارمنستان است. این شهر در ارمنستان به آن «سوئیس کوچک» گفته می‌شود. پارک ملی دیلیجان، یکی از ۴ پارک حفاظت شده جمهوری ارمنستان می‌باشد، مساحت این پارک ۲۴۰ کیلومتر است و در شمال شرق استان تاووش ارمنستان قرار دارد. این پارک ملی برای مناظر جنگلی، تنوع زیستی، چشمه‌های غنی آب معدنی بهاری و آثار فرهنگی و طبیعی اش مشهور می‌باشد.
- معبد گارنی یک معبد هلنستیک کلاسیک در روستای گارانی ارمنستان می‌باشد. در سال ۱۹۷۰ این معبد بازسازی شد. ساختار این معبد مربوط به زمان قبل از مسیحیت است و با این عنوان بسیار شناخته شده است. به گمان این معبد توسط پادشاه تیرداد در سده اول به عنوان یک معبد برای میهر ساخته شده است. در اوایل سده چهارم پس از گرویدن ارمنیان به مسیحیت این معبد به خانه تابستانی خسروی دخت، خواهر تیرداد سوم تبدیل شد. در سال ۱۶۷۹ میلادی در اثر زلزله این معبد فرو ریخت و در سده ۱۹ میلادی به بازسازی آن پرداختند. این معبد به عنوان یکی از جاذبه‌های توریسم ارمنستان شناخته شده است[۶۵][۶۶][۶۷]
- صومعه گغارد، یک صومعه قرون وسطی در استان کوتایک می‌باشد که تا حدی در کوه مجاور حک شده است و توسط صخره احاطه شده است. صومعه گغارد به عنوان میراث جهانی توسط یونسکو ثبت شده است. در حالیکه کلیسای اصلی در سال ۱۲۱۵ ساخته شده بود، صومعه پیچیده گغارد در سده ۴ توسط گریگور روشنگر در محل چشمه مقدس داخل یک غار تأسیس گردید.
- صومعه خور ویراپ، به معنی گودال عمیق یا چاه عمیق یک صومعه ارمنی واقع در دشت آرارات در نزدیکی مرز ترکیه می‌باشد. این صومعه میزبان کلاس‌های علوم دینی و اعضای کلیسای کاتولیک می‌باشد. شهرت این صومعه مربوط به زمان زندانی شدن گریگور روشنگر توسط پادشاه تیرداد ارمنستان می‌باشد. این صومعه داخل مراتع سبز و باغ‌های انگور احاطه شده است و از صومعه کوه آرارات قابل مشاهده است.
- موزه تاریخ ایروان یک موزه وسیع با بخش‌های باستان‌شناسی، سکه‌شناسی، قوم نگاری، تاریخ مدرن و مرمت است. این موزه یک مجموعه ملی با ۴۰۰۰۰۰ اثر می‌باشد که در سال ۱۹۲۰ تأسیس شد. ۳۵٪ از موارد مربوط به باستان‌شناسی، ۸٪ مربوط به مردم نگاری، ۴۵٪ مربوط به سکه‌شناسی و ۱۲٪ مربوط به اسناد و مدارک می‌باشند، به همین دلیل به عنوان موزه ملی ارمنستان در نظر گرفته شده است. این موزه در میدان جمهوری ایروان قرار دارد. این موزه سومین مجموعه بزرگ برنزی جهان مربوط به قبل از میلاد است. دارای کتیبه به خط میخی مربوط ۷۸۲ سال قبل از میلاد در مورد پایه و اساس شهر اربونی است. مجموعه‌ای از سکه‌های یونانی-مقدونی، سلوکی، اشکانی، رومی، ساسانی، روم شرقی، عربی، و سکه‌های طلا، نقره و مس سلجوقی که در ارمنستان منتشر شده است.
- موزه ماتناداران، انستیتو نسخ خطی باستانی، یک موزه نسخ خطی، مرکز تحقیقات و موزه ایروان ارمنستان است. هم چنین ماتناداران یکی از ثروتمندترین موزه‌های نگهداری نسخ و کتاب‌های مربوط به قرون وسطی از جمله کتاب‌های تاریخ، فلسفه، طب، هنر و غیره در ارمنستان و دنیا می‌باشد.[۶۸]

## جمعیت‌شناسی

### ارمنیان در سایر نقاط جهان

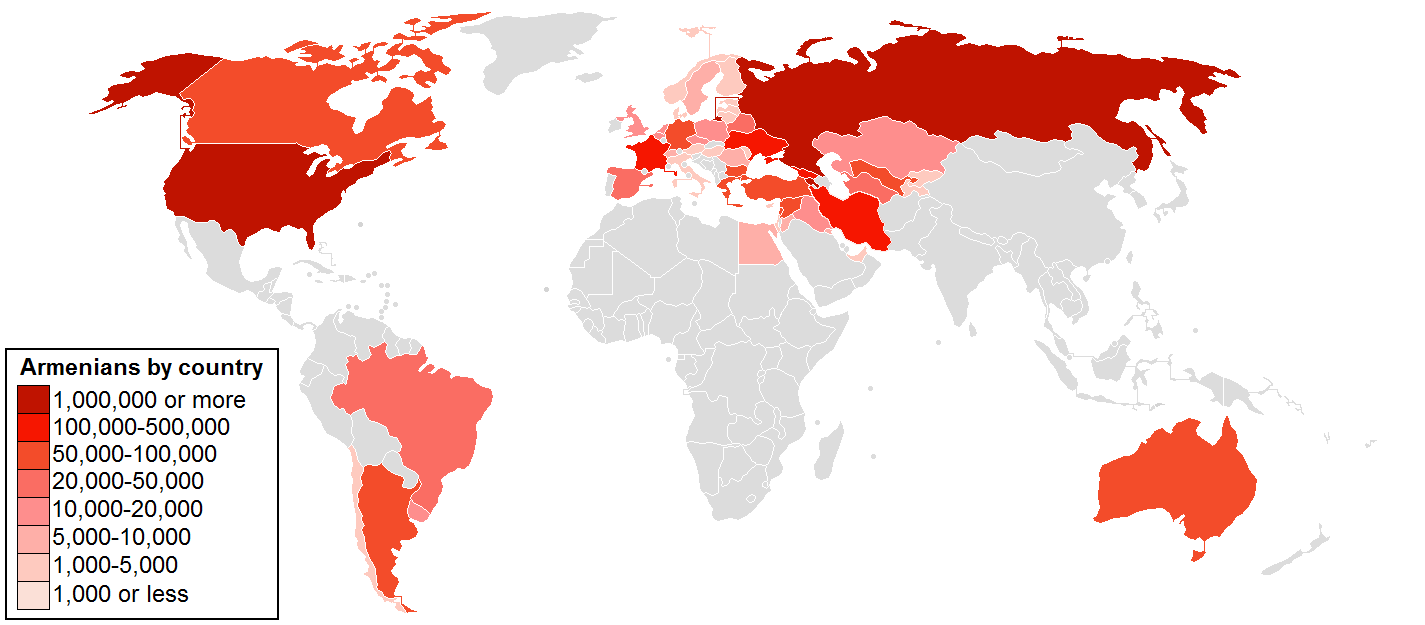
نقشه جماعت ارمنیان پراکنده

جماعت ارمنیان پراکنده یا دیاسپورای ارمنی (و یا به ارمنی اسپیورکاهایوتیون սփյուռքահայություն و به انگلیسی Spiurkahayutiun) جوامع ارمنی ساکن در خارج از ارمنستان و قره‌باغ (آرتساخ) را به‌وجود آورده است.
جمعیت ارمنی ساکن در سراسر جهان حدود ۱۱٬۰۰۰٬۰۰۰ نفر تخمین زده می‌شود، اما تنها حدود ۲٬۹۹۸٬۶۰۰ نفر آن‌ها در ارمنستان و حدود ۱۴۰٬۰۰۰ نفرشان نیز در قره‌باغ و حدود ۱۲۰٬۰۰۰ نفرشان هم در جاواختی ساکنند.
جمعیت دیاسپورای ارمنی (با بیشترین میزان جمعیتش در روسیه، ایالات متحده، فرانسه، آرژانتین، اوکراین، لبنان، سوریه، ایران و گرجستان) حدود هشت میلیون نفر تخمین زده می‌شود. تنها یک پنجم ارمنیان در جمهور سابق ارمنستان شوروی ساکنند و قبل از جنگ جهانی اول و تا ۱۹۲۰ میلادی ارمنستان، قسمت شرقی ترکیه، جنوب گرجستان، قره‌باغ و نخجوان را هم در بر می‌گرفت.

### زبان

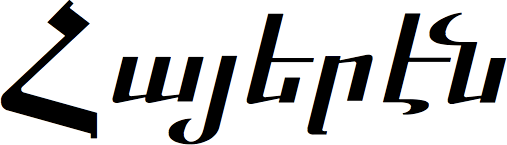
زبان ارمنی

زبان ارمنی (به ارمنی: Հայերեն هایِرِن) یکی از زبان‌های هندواروپایی است که در منطقه قفقاز و به ویژه در کشور ارمنستان و آرتساخ و سایر کشورهای دیگر که ارمنیان به عنوان جماعت ارمنیان پراکنده شناخته می‌شوند صحبت می‌کنند.
ارمنیان تا پایان سده چهارم میلادی از خط سریانی یا یونانی استفاده می‌کردند و از این رو ادبیات و تاریخ آنان به خط و زبانی غیر ارمنی نوشته می‌شود. پس از رسمیت یافتن دین مسیح در ارمنستان و مسیحی شدن ارمنیان، چون کتاب مقدس این دین به زبان یونانی یا سریانی بود. در مراسم مذهبی کلیساها نیز به این زبان‌ها سخن گفته می‌شد. در برخی از کلیساها کتاب مقدس را در هنگام مراسم به زبان ارمنی ترجمه و تفسیر می‌کردند و برای حضار بازگو می‌نمودند.
حروف خط ارمنی نخستین بار به کوشش و مجاهدت یک روحانی ارمنی به نام مسروب ماشتوتس، که با زبان‌های یونانی و زبان پارتی و ساسانی آشنایی کامل داشت، اختراع شد.

## مذهب
در زمان سلطنت تیرداد سوم ملقب به کبیر حادثه‌ای روی داد که برای همیشه روی زندگی ملت ارمنی تأثیر گذاشت؛ و آن گرویدن این ملت به کیش مسیحی بود. می‌توان این حادثه را به عنوان نقطه مرکزی تاریخ این ملت به حساب آورد، و در واقع دنباله همه حوادث بعدی در رابطه با این حادثه بوده است.
از این گذشته، بعدها آشکار شد که مسیحیت برای ارمنستان نخست عامل تحول و سپس عامل حفظ و نگهداری خود شده است.
آبیش در کتاب از ورای خاک قفقاز می‌نویسد:
«و این از آن جهت است که ملت ارمنی تحت تأثیر مسیحیت چنان زود به درجه والایی از فرهنگ رسیده که امروز مظهر عاملی چنین مهم در تاریخ بشریت است.»
نخستین پایه‌های کلیسای ارمنی به وسیله دو تن از حواریون عیسی مسیح به اسامی تادئوس و «بارتوقیمئوس» (همان ناتانائیل یا «بِرتولُما») گذاشته شد، و کار آن دو به وسیله عده‌ای از مبلغین مسیحی ادامه یافت. لیکن از طرف ملتی مانند ارمنی که یکی از ویژگی‌های بارز او همواره دلبستگی خشنی به اعتقادات و آداب و سنن دیرینه اش بوده است با مقاومت شدیدی روبرو شدند. با اینکه از همان ابتدا و به ویژه از آغاز سده دوم میلادی به بعد عده‌ای مسیحی در ارمنستان بودند، این کشور همچنان به وابستگی خود به دنیای پاگانیسم ادامه داد و پیرو همان مذهب اساطیری خود بود که هر چند از لطف و ذوق شاعرانه‌ای عاری نبود ولی در واقع چیزی درحد بت‌پرستی بود.
این بت‌پرستی در آن زمان کیش مشترک و سرنوشت اکثریت توده‌ها بود و این حالت را «بوسوئه» (اسقف، نویسنده و حکیم فرانسوی) این گونه در نوشته خود می‌آورد که:
«همه چیز خدا بود بجز خود خدا. بنی نوع بشر به درجه‌ای از گمراهی رسیده بود که هوای و هوس‌ها و عیبهای خود را می‌پرستید.»
در واقع مسیحی شدن ارمنستان مقدر بود در پایان سده سوم میلادی، که توسط گریگور روشنگر تحقق پیدا کرد.
نقل می‌کنند شاه تیرداد سوم پس از تهاجم ساسانیان ناچار شد ارمنستان را ترک کند گریگور روشنگر کمکش کرد و بی‌آنکه هویت خود را بر او فاش نماید در تبعید شرافتمندانه به او خدمت کرد. به هنگام بازگشت تیرداد به ارمنستان نیز که پس از شکست ساسانیان صورت گرفت با وی همراه بود. لیکن وقتی شاه به او تکلیف کرد که به هنگام زیارت معبد الهه آناهیتا در ارزنجان تاجی در معبد بگذارد و به او به دلیل مسیحی بودنش از این فرمان سرپیچی کرد مورد قهر و غصب شاه قرار گرفت، در دخمه‌ای شبیه به گودال (صومعه خور ویراپ) به زندان انداخته شد و نزدیک به سیزده سال از عمرش در آن سیاه چال گذشت. آزادیش از زندان وقتی ممکن گردید که شاه به بیماری سختی دچار شد و همه پزشکان و مغان از علاج او عاجز ماندند، تا آخر گریگور روشنگر را از زندان بیرون آوردند و او شاه را معالجه کرد. آنگاه تیرداد سوم به دین مسیحیت را به عنوان دین رسمی ارمنستان پذیرفت (۳۰۱ میلادی). این خود حادثه بسیار مهمی بود زیرا ارمنستان نخستین کشوری شد که دین مسیح را به عنوان دین رسمی مملکت پذیرفت. در واقع می‌دانیم که گرویدن کنستانتین بزرگ به دین مسیح و قبول مسیحیت رسمی امپراتوری در سال ۳۱۳ میلادی روی داد، و به‌طوری‌که «هانری فوسیون» اشاره کرده است:
«این از افتخارات باستانی ارمنیان است که کهن‌ترین مسیحیت تاریخ را بنا نهاده‌اند».
گریگور از تیرداد سوم لقب و عنوان سراسقف یا (جاثلیق) تمامی ارمنستان را دریافت کرد. سپس به کاپادوکیه برگشت و در آنجا به وسیله اسقف اعظم «سزاره» تقدیس شد، و پس از آن برای تکمیل کار خود به ارمنستان یاز آمد. کلیسای نوبنیاد ارمنستان آداب و اصول شریعت و همه کتاب‌های دینی مسیحیت را با عده زیادی از کشیشانش از سوریه، که در آن هنگام یکی از بزرگ‌ترین کانون‌های دینی بود گرفت. گریگور تعداد زیادی حوزه‌های اسقف نشین، نه تنها در ارمنستان بلکه در کشورهای همجوار نیز دایر نمود و در واقع او بود که بر امر مسیحی کردن سرزمین گرجستان نظارت کرد. بعدها مبلغین ارمنی شروع به مسیحی کردن کشور آلبانیای قفقاز نمودند. گریگور مقدس و پادشاه تیرداد سوم تعداد زیادی کلیسا در نقاط مختلف کشور بنا کردند. بیشتر این کلیساها بناهای مستحکمی بودند که به دورشان حصارهای بلندی کشیده شده بود، و این خود یکی از ویژگی‌های این سرزمین است.
در حین مرگ گریگور (۳۲۵ میلادی) مسیحیت در ارمنستان گسترش یافته بود و از آن پس در طی سده‌ها الهام بخش زندگی بود. از آن پس شعار ملت ارمنی این بود:
«خدا، خانواده، میهن.»
«جی بورت» در کتاب ملت آرارات می‌نویسد:
«برای یک ملت کار کوچکی نبود که در زمانی مانند اوایل قرن چهارم چنین تصمیم عظیم و دلیرانه‌ای بگیرد، بدین معنی که به عنوان یک ملت نخستین جماعتی باشد که از طرز فکری کاملاً مخالف با فکر مردم دنیای آن روز پیروی کند. لیکن همینکه این تصمیم گرفته شد دیگر مسلم بود که مسیحیت بایستی برای ارمنیان متضمن معنایی بسیار وسیع تر از آن باشد که برای ملتهای دیگر داشت، ملتهایی که کشورشان بعدها یعنی در دورانی به دین مسیح درآمد که این آیین بر دنیای متمدن آن روز مسلط شده بود.»

## فرهنگ
فرهنگ ارمنی (به ارمنی: Հայկական մշակույթ) بر پایه فرهنگ اقوام و طوایف از دیرباز ساکن در سرزمین کوهستانی ارمنستان رشد و تکامل یافته است؛ لذا در تکوین و رشد این فرهنگ نقش فرهنگ اورارتوها نقشی بسزا و بزرگ است. بخش‌های زیادی از فرهنگ ارمنستان براساس جغرافیا، ادب و هنر و موسیقی ارمنی پایه‌گذاری شده است.

### اساطیر ارمنستان
اساطیر ارمنستان یا اساطیر ارمنی، در شرایط زندگی مادی انسان در دوره‌های پیشاتاریخ، فرهنگ معنوی اقوام ساکن در سرزمین کوهستانی ارمنستان نیز پدیدار گردید. بنا به گفتهٔ ژاک دو مورگان نشانه‌هایی در دست است که بیندیشیم این قوم نیز مانند بسیاری از هم نژادان هندواروپایی خویش دینداری را با پرستش طبیعت آغاز کردند. سپس این مذهب ابتدایی نوعی گرایش به یکتاپرستی ملی در آنان ایجاد کرد که بسیاری از خدایان زن و مرد مقتبس از اساطیر یونانی و رومی و شماری از خدایان اساطیر ایرانی نیز در آن داخل شدند.
در ارمنستان باستان افزون بر پرستش خدایان گوناگون و پدیده‌ها و عناصر طبیعی، کیش پرستش سلسله‌های شاهی نیز جای ویژه خود را داشته است و شاه حاکم در عین حال هیئت جسمانی یک خدای خاص تصور می‌شده است
برخی از خدایان اساطیر باستانی ارمنی، بعدها، همچنان در کنار خدایان پانتئون جدید پرستیده شدند و حتی عده‌ای از آن‌ها شخصیت‌های واقعی تاریخی انگاشته شده، چهره‌ای تاریخی بخود گرفتند و افسانه‌های ساخته و پرداخته شده پیرامون آن‌ها که از دوران‌های سپیده دم تاریخ ارمنستان و درگیری‌ها و جنگ‌های طولانی دولت اورارتو با دولت آشور مایه گرفته‌اند؛ سده‌ها بعد به صورت وقایع تاریخی تلقی شده وارد تاریخ گردیدند.
دوران باستان نزد ارمنیان یعنی دورانی که پرستش آتش، آتشکده‌ها و معابد، تمام سرزمین ارمنستان را دربر گرفته بود که حدود ششصد سال به طول انجامید و از سده دوم قبل از میلاد تا سده چهارم میلادی، سال ۳۱۰ میلادی یعنی قبول مسیحیت به عنوان دین رسمی کشور و حتی تا یک سده پس از آن سده پنجم میلادی ادامه داشته است.
ایزدان اساطیری، در طول ششصد سال از سوی ارمنیان به عنوان ایزدان ملی و مقدس پرستیده می‌شدند و به وسیله روحانیون، موبدان و اجرای مراسم و تشریفات مذهبی مربوط به ایزدان، تأثیر شگفتی بر ریشه و ساختار روانی - اخلاقی جامعه ارمنی شد. وجود خدایان اساطیری در آن دوران، قدرت عظیمی در دستگاه روحانی، هیئت مذهبی و رهبری را ایجاد کرده بود که در نتیجه، استقلال ملی ارمنیان را به ارمغان آورد، از کشور در مقابل هجوم بیگانگان دفاع نمود و با شکل‌دادن به عالم معنوی، باعث پیشرفت علوم و هنرها در ارمنستان گشت.
مردم با عزت و احترام فراوان ایزدان را عبادت می‌نمودند، برای آنان کُندر دود می‌کردند، بدین امید که آرزوهای از دست رفته خود را بازیابند. ایزدان مشوق اصلی سربازان و مردم در زمان مبارزات سخت و فتوحات بودند. به احترام و افتخار آنها، مراسم جشن و پایکوبی، مسابقات ورزشی، تشریفات نظامی برگزار می‌شد. «گوسان‌ها» ،(عاشقی ارمنی) و خنیاگران در وصف دلاوری‌ها و پهلوانی‌های آن‌ها اشعار و ترانه‌ها می‌سرودند، افسانه‌ها و حکایت‌ها روایت می‌کردند و بدین ترتیب نسلی پرورش یافت که با الهام از پیام ایزدان از اهداف و آرمان‌های آن‌ها پیروی می‌کرد.
تحقیقات اسطوره‌شناسی در ارمنستان این حقیقت را بیان می‌دارد که ارمنیان بسیاری از اساطیر ملی خود را هم‌زمان با شکل‌گیری قوم ارمنی و در همان وضعیت نوپایی به وجود آورده و همواره آن‌ها را پرستیده‌اند و در ساخت پرستشگاه و تندیس ایزدان، شکل‌های دوران عصر هلنیستی را انتخاب نموده‌اند.

### پوشاک ارمنی
در پوشاک ارمنی چند رنگ متمایز می‌باشد؛ که طبق نظر فیلسوف ارمنی سده چهاردهم گریگور تاتواتسی، این رنگ‌ها دارای معانی خاصی بوده و اوضاع سیاسی و اجتماعی ارمنستان را نشان می‌دهد. به عنوان مثال، رنگ مشکی بیانگر اوضاع سیاسی کشور، رنگ سفید بیانگر آب و پاکی، رنگ زرد بیانگر خاک، رنگ نارنجی بیانگر فروتنی، رنگ قرمز بیانگر رشادت و خون، رنگ آبی بیانگر عدالت می‌باشد. رنگ‌های بکار رفته در لباس‌های سنتی ارمنی تا به امروز نیز در مناطق مختلف ارمنستان مشاهده می‌شود. اما هر بخش و روستا در ارمنستان داری لباس سنتی و رنگ‌های مختص به خود می‌باشد.
تمام ملل و اقوام در کنار ویژگی‌های سنتی دارای انواع پوشاک و لباس‌های سنتی خود می‌باشند. ما بر اساس تصاویری که روی اشیاء پیدا شده طی حفاری‌های باستان‌شناسی و نیز اطلاعات مکتوب باقی‌مانده از ادوار گذشته می‌توانیم به نحوه و اشکال پوشاک سنتی ارمنیان پی ببریم. در یادگارهای تاریخی مربوط به سده‌های ۶ و ۹ پیش از میلاد (نقاشی روی دیوارها و صخره‌ها، تندیس‌ها، الواح، مهرها، کلاه خود، سپر و غیره) پوشاک مربوط به قشرهای مختلف جامعه به تصویر کشیده شده است. در سنگ‌نبشته‌های هخامنشیان، سنگ‌نوشته بیستون و تخت جمشید (سده‌های ۵ و ۶ پیش از میلاد)، ارمنیان با طرز پوشاک خود به تصویر کشیده شده‌اند. هرودوت زمانی که دربارهٔ سپاه ارمنی جزو سپاهیان هخامنشی صحبت می‌کند، پوشاک ارمنی را همانند پوشاک فریگیه تشبیه کرده است. مطابق نظر استرابون، ارمنیان و مادها از دستار، کلاه، شلوار و قبای آستین دار استفاده می‌کردند
دربارهٔ نحوه لباس‌های دوران دودمان آرتاشسی از سکه‌های به جا مانده می‌توان اطلاعاتی بدست آورد. پوشاک این دوره ارمنیان تا حدی از شیوه‌های پارسی، رومی متأثر شده است. منابع تاریخی غنی ارمنی و خارجی کنده کاری‌ها، مینیاتور و غیره دربارهٔ نحوه طرز پوشاک ارمنی در سده‌های میانه اطلاعات جامعی دربردارند. در زمان حکومت دودمان باگراتونی لباس‌های ارمنی تحت تأثیر پوشاک اعراب و بیزانسی قرار گرفت و در زمان جنگ‌های صلیبی در قلمرو کیلیکیه پوشاک ارمنیان از شیوه اروپائی تأثیرپذیر گردید.
در دوره آخر سده‌های میانه طرز پوشاک ترکان، تاتارها و کردها پوشاک ارمنی را تحت‌الشعاع قرار داد که تا اواخر سده نوزدهم و اوایل سده بیستم حفظ شده است. در برخی از نواحی ارمنستان شرقی مانند آرتساخ لباس‌های سنتی زنان ارمنی و لباس مردانه مرسوم به قفقازی تاکنون باقی مانده است. ارمنیان جاواختی و آخالکالاکی که اصولاً از کارین مهاجرت کردند مدت‌های طولانی لباس سنتی خود را حفظ نموده‌اند.
هرگاه ارمنیان تأثیر پوشاک ارمنیان تأثیر پوشاک خارجیان را پذیرفته‌اند آنان ترکیبی از عناصر بیگانه با پوشاک سنتی خود ایجاد کرده‌اند؛ و در هر صورت عناصر اصلی پوشاک ملی خود را حفظ نموده‌اند، تا امروز نیز ارمنیان ساکن روستاهای شهرستان فریدن اصفهان و استان چهارمحال و بختیاری پوشاک سنتی خود را تن دارند. از اواخر سده نوزدهم پوشاک سنتی ارمنی همچون بسیاری از ملل دیگر جای خود را به شیوه پوشاک اروپائی داده است.

### ادبیات ارمنی
ادبیات ارمنی یکی از قدیمی‌ترین و غنی‌ترین ادبیات جهان است. موسس خورناتسی «پدر تاریخ‌نگاری ارمنیان» در سده پنجم میلادی در مورد ادبیات ارمنی پیش از سده پنجم اطلاعات بسیار پرارزشی به ما می‌دهد. بنا به اطلاعات خورناتسی کتاب‌های متعدد معابد بت‌پرستی، کتاب‌های حکایات، قباله‌های منعقده بین شاهزادگان مختلف و غیره وجود داشته‌اند. فولکلور مردمی نیز در آن دوران ترقی کرده بود. معلوم است که حتی قبل، در زمان تیگران دوم، در پایتخت‌های تیگراناکرت و آرتاشات غیر از نمایش‌های یونانی نمایش‌هایی نیز به زبان ارمنی اجرا می‌شد. لیکن بجز از این و چند گواهی دیگر، بزرگ‌ترین پدیده زبان ادبی قدیمی ارمنی یعنی (ارمنی کلاسیک)، گرابار است که با توانگری، کم‌اهمیت تر از زبان یونانی باستان نیست. در سده پنجم کتاب مقدس و کتاب‌های متعدد دیگر به‌طور صحیح از یونانی به ارمنی کلاسیک ترجمه شدند. با ابداع الفبای ارمنی و سپس برگردان انجیل به این زبان توسعه ادبیات ارمنی آغاز گشت.
از نخستین آثار برجسته ادب ارمنی می‌توان به پهلوان نامه منظومی به نام داوید ساسونی اشاره نمود. این حماسه، داستان پیکار یک پهلوان ارمنی با سلطه اعراب برای رهایی مردم ارمنستان است. سپس ترجمهٔ برخی ار کتب ارسطو، و آنگاه داستان اسکندر و بعد هم نوشتن کتاب «تاریخ ارمنستان» که این کتاب را موسس خورناتسی نوشته و به زبان‌های فرانسوی و آلمانی و انگلیسی نیز ترجمه شده است.
غزل سروده‌های دینی از سده پنجم نقشی مهمی در ادب ارمنی پیدا نمود که بیشتر در آیین‌های مذهبی بکار می‌رفت. نقطه اوج این گونه ادبی اثر عرفانی گریگور نارکاتسی به نام «سوگنامه نارک» است که در سده دهم زایشی نگاشته شده است. این شاهکار نارِک یکی از پرخواننده‌ترین اثر نزد ارمنیان تا به امروز است. سوگنامه نارک از سوی آزاد ماتیان به فارسی نیز ترجمه گشته است. با آمدن سده دوازدهم سخن ارمنی شاهد برآمدن یکی دیگر از غنایی سرایان خود یعنی نرسس شنورهالی بود. این جاثلیق سوگنامه‌ای در سقوط اِدِسا و سرودهایی «شاراکان‌ها» از خود بجا نهاد. دوره این دو سراینده برجسته یعنی سده ده تا چهارده میلادی را دوره زرین ادبیات ارمنی نام نهاده‌اند.
در میان ارمنیان در ازمنه باستان شعر و موسیقی با هم بوده‌اند و آوازخوان و نوازنده در عین حال شاعر نیز بوده است. پس از جدائی شعر از موسیقی، شعر مذهبی ارمنی همواره در کلیسا با موسیقی همراه ماند. حال آن که شعر غیر مذهبی دکلمه می‌شد و با موسیقی همراه نبود. شعر غنایی ارمنی سده‌ها دارای محتوای مذهبی بوده و در آن‌ها عیسی مسیح و مریم مقدس یا روحانیون طراز اول کلیسا، تحسین و تقدیس شده‌اند. مستقل از شعر کلیسائی رسمی، مردم طی سده‌ها شعرهای دلخواه خود را سروده‌اند که در آن‌ها مفاهیم طبیعی و حالت‌های انسانی مانند عشق، شادی، شراب، لذت‌های حسی و اندوهان جان انسان بازتاب یافته است. این گونه شعرها را «عاشق» ها یعنی نوازندگان و سرایندگان و خوانندگان دوره‌گرد آفریده‌اند و خود به آوز خوانده‌اند. به رغم مقابله شدید کلیسا با هنری که از زندگی دنیوی و عواطف انسانی مایه می‌گرفت، شعر و آواز عاشق‌ها در ادبیات شفاهی ارمنی از سده‌های چهارم و پنجم میلادی وجود داشته است.
«عاشق» به زبان ارمنی، گوسان خوانده می‌شود. شعر «عاشقی ارمنی» یکی از عرصه‌های پربار و غنی آفرینش هنری فولکلوریک و ادبی است. شعر عاشقی در ادبیات ارمنی دارای اهمیت فراوانی است و بخش نسبتاً بزرگی از ادبیات شفاهی و مکتوب این ملت را به خود اختصاص می‌دهد. عاشق‌ها مقبول‌ترین و محبوب‌ترین نغمه پردازان و سرایندگان مردم هستند و هنر آن‌ها با توده‌های وسیع مردم نزدیکی و ارتباط معنوی دیرسال و استوار دارد. در سده‌های چهارم و پنجم میلادی ناحیه موسوم به گُقتان از مراکز عمده تجمع گوسان‌های ارمنی بوده است. مضمون اشعار عاشوق‌های دوره‌های یاد شده عبارت بود از وصف زندگی اشراف و نجیب‌زادگان، تمجید و تحسین از جود و کرم آن‌ها، تصویر مناظر طبیعی و فصول سال، بیان احساس‌های عاشقانه، توصیف زیبایی و لذت زندگی و در مقیاس اندکی نیز روایت برخی داستان‌های به افسانه آمیخته تاریخی. شعر عاشقی از اواخر سده شانزدهم میلادی به‌طور جدی و چشمگیر در ادبیات ارمنی پا گرفت، در نیمه سده هفدهم در میان توده‌های مردم رواج گسترده‌ای یافت و در سده هجدهم به اوج شکوفایی خود رسید.

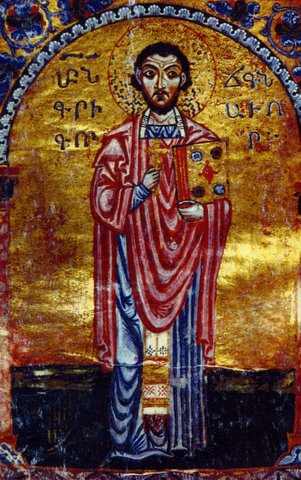
گریگور نارکاتسی
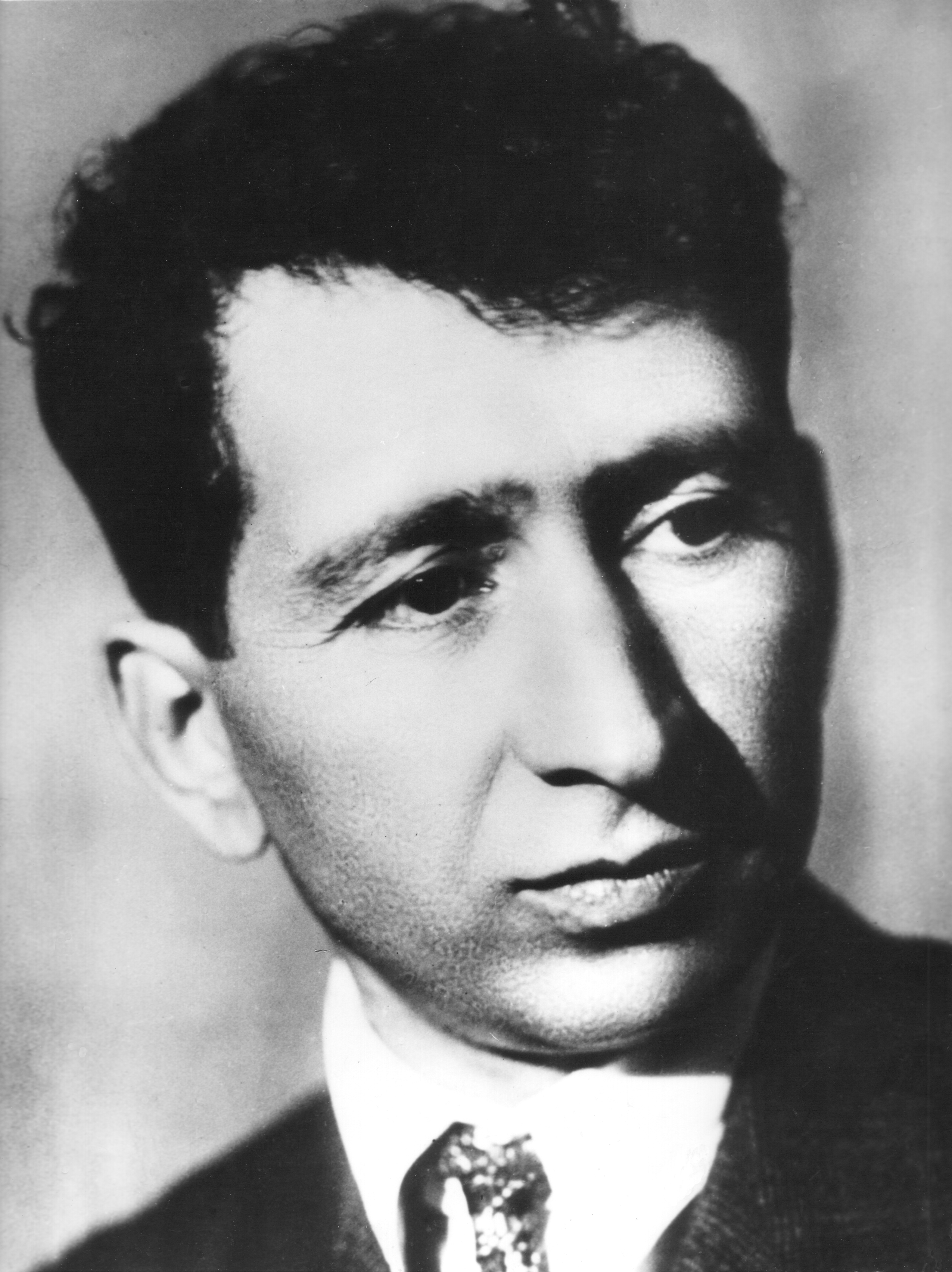
یقیشه چارنتس
سایات‌نووا
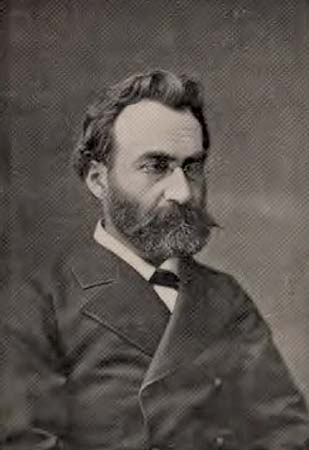
رافی
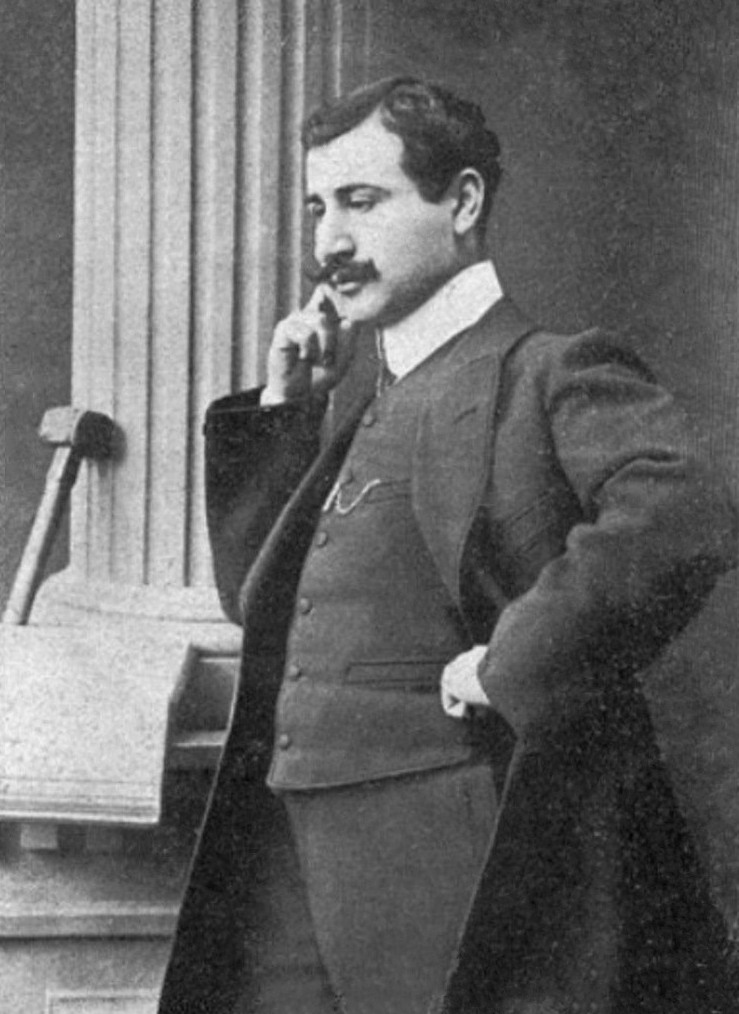
دانیل واروژان

### شعری از یقیشه چارنتس به نام «ارمنستانم را دوست می‌دارم»
| من واژه خورشید طعم ارمنستان نازنینم را دوست می‌دارم          |  | اشکبار سیم ماتم آهنگ ساز قدیم مان را دوست می‌دارم              |
| عطر آتشناک سرخ گل‌ها و گل‌های چون خون را                      |  | و رقص ناز نازان دلربای دختران نائیری را دوست می‌دارم           |
| آسمان تیره و آب‌های شفاف و دریاچه نورانی مان را دوست می‌دارم  |  | آفتاب تابستان و بوران بشکوه اژدها آواز زمستان را              |
| دیوارهای سیاه کلبه‌های مهمان ندیدهٔ گم در تاریکی              |  | و سنگ‌های هزاران ساله شهرهای کهن را دوست می‌دارم                |
| به هر جا که باشم، من آوازهای محزون مان را از یاد نخواهم برد |  | کتاب‌های حروف آهنین دعا گشته‌مان را زِ یاد نخواهم برد            |
| هر‌چه هم که زخم‌های خونبار ما قلب من را تیز بشکافند           |  | من باز یار بی‌کس و خونینم - ارمنستان - را دوست می‌دارم          |
| برای قلب گرفته مشتاق من هیچ حکایت دیگر نیست                 |  | چون نارگاتسی و کوچاک جبین نورآذینی نیست                       |
| جهان در نورد قله‌ای سپید چنان‌که آرارات نیست                  |  | چون جاده‌ای افتخار دست نیازیدنی من کوه ماسیس ام را دوست می‌دارم |

### معماری ارمنی
معماری ارمنی نوعی معماری خاص است که بیش از ۴۵۰۰ سال توسط ارمنیان بکار گرفته می‌شود. این معماری در طول سالیان دراز دچار تغییر و البته پیشرفت شده است. این معماری رابطه مستقیمی با اقلیم و شرایط طبیعی سرزمین کوهستانی ارمنستان، دارد و البته تحت تأثیر مستقیم تاریخ و فرهنگ ملت ارمنی نیز می‌باشد. وجود انواع مختلف سنگ‌های معدنی خصوصاً سنگ توف زیبایی خاصی به این نوع معماری بخشیده است. معماری ارمنی مربوط به دوران قدیم، مانند معماری که از زمان سلسله پادشاهی یرواندونی‌ها، آغاز و تا زمان پادشاهی ارمنستان بزرگ ادامه یافت معماری ارمنی دوران اول نام گرفته است.
شهرهای شبیه شهرهای امروزی در تاریخ معماری ارمنی که مربوط به دوران اول معماری ارمنستان می‌باشد و در کتاب آناباسیس، کسنوفون نیز نام آن‌ها آمده است عبارتند از:
آرماویر، یروانداشات، آرتاشات، واغارشاپات، زاره هاوان، تیگراناکرت آرتساخ، همچنین بناهایی نظیر معبد گارنی، زاره هاوان و شهرهایی نظیر آنی، دارویْنْک، آنی کاماخ، اوشاکان؛ و همچنین بناهای مذهبی مانند باگاوان، باگرواند، آشتیشاد، یِریزا، حلقه معماری آن دوران ارمنستان را نشان می‌دهند.
ژوزف استرزیگوسکی در کتاب «هنر معماری در ارمنستان و در اروپا»، نشان داده است که معماری مسیحی قسمتی از ابداعات و ابتکارات خود را به ارمنستان مدیون است. او متذکر شده است که ارمنستان و ایران برای معماری جهان مسیحیت همان نقش را داشته‌اند که یونان برای معماری جهان باستان ایفا کرده است. ارمنستان که در ارتباط دایم با ایران غیر مسیحی و با معماری ایرانی بوده و می‌دیده است که ایران از سدها پیش گنبد می‌ساخته، گنبدی که شکل آن با مذهب زرتشتی و با نیایش آفتاب بی‌ارتباط نیست، این گنبدسازی را از او اقتباس کرده است؛ و از آنجا که ارمنستان نخستین کشور خاور زمین بوده که به مذهب مسیحیت گرویده و آن را دین رسمی خود قرار داده است یکی از کشورهایی بوده که در اسرع وقت کلیسا سازی در آن رواج فوق‌العاده‌ای یافته است. به شرحی که فلیکس تکسیه نوشته است: 
«تأثیری که مسیحیت بر معماری ارمنستان اعمال کرده است به نظر همچون یک الهام ملی می‌آید.»
شارل دی یل می‌نویسد: 
«همه می‌دانند سازندگان و معماران ارمنی در همه ادوار هنرمندانی بوده‌اند که مهارت و لیاقتشان نظیر نداشته است. از آنجا که در یک کشور پر سنگ زندگی می‌کرده‌اند هنر مجسمه‌سازی و اندازه‌گیری هندسی اجسام را با مهارت خاصی بسط و توسعه داده‌اند؛ و از آنجا که سفرکنندگان خستگی ناپذیری هم بوده‌اند برای کسب معلومات و هنر آموزی به همه جا می‌رفته و از طرفی شیوه‌های کار خود را به همه جا به نقاط دور اشاعه می‌داده‌اند.»

### رقص ارمنی

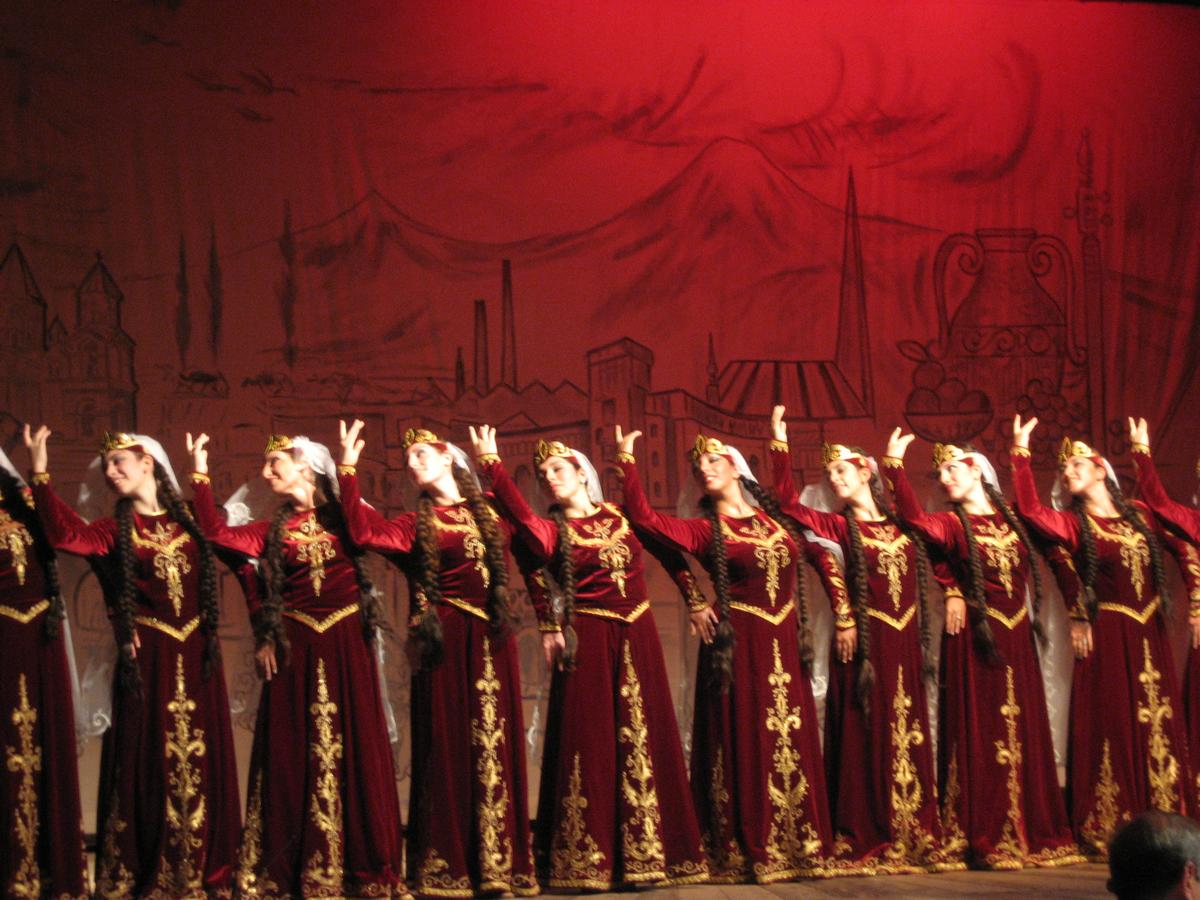
رقص سنتی ارمنیان

رقص ارمنی (به ارمنی: Հայկական Պար) میراثی قدیمی و غنی، متنوع که به جا مانده از هزاره پنجم تا سوم قبل از میلاد در مناطق بالاتر از ارمنستان سرزمینی به نام آیرارات که در آن منطقه باستانی نقاشی‌هایی بر روی سنگ‌نبشته‌ها به جا مانده است، که به آن نقاشی‌های رقص می‌گویند که گاهی این نقاشی‌های رقص همراه با انواع خواصی از آلات موسیقی همراه بوده است.
رقص سنتی یا رقص محلی در میان جماعت ارمنیان پراکنده (دیاسپورای ارمنی) بسیار محبوب می‌باشد. دیاسپورای ارمنی در کشورهای خود برای ارائه کردن فرهنگ و رقص سنتی ارمنی اقدام به تشکیل گروهای رقص محلی و بین‌المللی کردند.
در رقص ارمنی یک احساس شور، ظرافت و فصاحت خواصی وجود دارد. همه رقصنده‌ها با پوشیدن لباس سنتی یک تجسمی از تاریخ و فرهنگ خود و از داستان‌های اجداد (باستانی) گذشته خود را به ارمغان می‌آورند، و این گونه سعی در نگه داشتن فرهنگ آبا اجدادی خود را دارند. طراحی لباس‌های رقص از عوامل مشترکی از قبیل، سنت‌های مذهبی و زندگی از خانواده‌های قدیمی و سنتی را تجلی می‌کند. رقص محلی و مذهبی ارمنی همیشه با آواز، سرودها و آلات موسیقی سنتی همراه است.

### قالی ارمنی
ارمنیان، که جزو نخستین پیروان رسمی مسیحیت (از ۳۰۱ میلادی) هستند، میراث کهن انگاره‌ها و نمادهای فرهنگ و سنت خود را با مفهوم روحانی (نام خانوادگی) آیین جدید تلفیق کردند و در طول روند تکامل نقش‌ها موفق به بیان قوی و آشکار آن‌ها به صورت نمادهای مسیحی شدند. امروزه، آثار هنری به جای مانده و شناخته شده مانند معماری کلیساها، چلیپاسنگها، صفحات تذهیب شده انجیل‌ها، فرسکو، هنر فلزکاری، کندهکاری چوب، سفالگری و نیز هنرهای سنتی دستبافت مانند فرش، گلیم، گلدوزی و غیره تداوم و تکرار این نقش‌های سنتی را به روشنی نشان می‌دهند.
نقش صلیب یا هر نوع نقش نمادین دیگر را نباید و نمی‌توان یک طرح تزیینی محض دانست. فرش‌هایی که به دست ما رسیده حامل آن دسته از نقش‌ها و طرح‌های متغیری است که با ادامه و تکرار زنجیره‌وار سنتی دورهٔ تکامل را طی کرده و سلسله‌وار از نخستین هزارهٔ میلادی تا به امروز در گسترهٔ فرهنگ ارمنی پرورانده شده و سپس از این قلمرو به نواحی دوردست آسیا و نیز اروپا راه یافته‌اند. نقش‌های به اصطلاح تزیینی بخشی از بقایایی که در گسترهٔ نفوذ فرهنگ ارمنی توانسته‌اند تا به امروز از بلایای طبیعی و تخریب عمدی جان سالم به در برند همگی، در یک خط سیر تکامل واحد، مدام تکرار شده‌اند به‌طوری‌که یک نقش مایهٔ اصیل و کهن با گذشت زمان به پختگی و کمال رسیده است. نقش‌های صلیب از تعدادی طرح‌های اولیهٔ مشتق شده‌اند و ساختار همگی آن‌ها بر اساس بسط و گسترش صلیب ستارهٔ G۲ و صلیب نماد نور است که ارزش ویژهٔ نمادین دارد. این دو طرح، به منزلهٔ نماد، تجلی ظهور یا رستاخیز مسیح و بهشت را تداعی می‌کنند. دو شکل Տ و Յ از نمادهای مشخص ارمنی هستند. نماد Տ شکل اولین حرف کلمهٔ ارمنی Տէր (تِر) به معنی ذات باری تعالی است و Յ در ارمنی کهن اختصار کلمهٔ «او» به معنای ذات مطلق و نیز اولین حرف کلمهٔ Յիսուս (هیسوس) به معنی مسیح است. این دو حرف نماد ارمنی که در چهار سده پیش از میلاد به‌طور سنتی، به منزلهٔ دافع شَر، کاربرد داشتند حامل معانی متفاوتی بودند که پس از ابداع الفبای ارمنی در سده پنجم میلادی و ترجمهٔ انجیل به زبان ارمنی با مهم‌ترین کلمات مقدس مسیحیت مرتبط شدند. با انتقال این نمادها به آیین جدید امکان حفظ شکل بیرونی و معنای محتوای درونی آن‌ها نیز فراهم آمد. در شکل ظاهری Տ، ارمنیان نه تنها نشانهٔ خدا بلکه تصویر اژدها را نیز مجسم می‌کنند. در ارمنستان یک اژدهای ثانوی و قدیمی‌تر نیز وجود داشته که با برداشتی کاملاً برعکس نماد نیکی، دانایی و نگهبان آب بوده و به منزلهٔ نیرویی که مظهر خنثی‌کنندهٔ بی‌عدالتی و پلیدی است شناخته می‌شده.

### موسیقی
موسیقی ارمنی ریشه در چند هزار سال پیش دارد. بر روی تخته سنگ‌های اوغتاسار تصاویری از زمان باستان باقی است که به وضوح نشان دهنده مناظر رقص و آئین‌های خاص همراه با ارائه آوا می‌باشند. آواز و موسیقی مربوط به مراسم دعا و آمادگی برای جنگ در زمان تشکل اتحاد قومی هایاسا و آرمن‌ها در ارمنستان رواج داشت. هزاره نخست پیش از میلاد مملو از تحولات هنر موسیقی و فرهنگ باستان بود. در اینباره شیپور تهیه شده از شاخ گوزن که در حوالی دریاچه سوان پیدا شده است گواهی می‌دهد. سنج‌هایی نیز مربوط به سده هفتم پیش از میلاد در تیشبانی یافت شده است (مربوط به دوران آیرارات). در همان زمان حکومت آراراتیان موسیقی ارمنی دارای ماهیت پرستشی و دنیوی شد و موسیقی دنیوی در نزد راویان و گویندگان و نقالان و عاشق‌های دوره‌گرد رونق یافت. این رونق و پیشرفت در زمان پادشاهی یرواندیان نیز ادامه یافت و با استحکام جامعه و استواری نظام خانواده‌ها در ارمنستان باستان موسیقی و آواز نیز حالت تخصصی تر پیدا کرد. به ویژه مرثیه خوانی مربوط به مراسم تدفین ترقی می‌کند و به‌تدریج یکی از شیوه‌های موسیقی ادبی ارمنی یعنی آواز خوانی توأم با شعر خوانی متشکل می‌گردد و از روایات و افسانه‌ها داستان‌های مربوط به تاریخ باستان ارمنی و دین اولیه آن‌ها (اسطوره‌شناسی) برای طی روند ترقی خود استفاده می‌شود.
موسس خورناتسی با سخن گفتن دربارهٔ افسانه‌های هایک و بل، (آرام)، آرای زیبا، شامیرام و واهاگن و (دورک آنگق) آن‌ها را گاهی روایت و گاهی آواز و افسانه و گاهی نیز عاشقی می‌نامد.
موسیقی ارمنی در سده‌های ۳ و ۴ پیش از میلاد توأم با تشکل کامل ملت ارمنی دارای ماهیت مختص خود می‌شود. قابل ذکر است که ارمنیان پس از انقراض پادشاهی آراراتیان حدود دو قرن در زمان حکومت هخامنشیان تماس و مناسبت نزدیک با فرهنگ ایران داشتند. از سده ۳ (پیش از میلاد) تمدن یونان باستان تحکیم می‌یابد. از همین دوره نی استخوانی دارای پنج سوراخ در معبد گارنی پیدا شده است. با پیدایش حکومت مستقل ارمنی توسط دودمان آرتاشسی در ارمنستان در سده ۲ (پیش از میلاد) فرهنگ ارمنی از جمله موسیقی دوران رونق بی‌سابقه خود را طی می‌کند. آوازهای نظامی و مراسم عیادی به ویژه آوازهای عروسی آوازهای عاشقی و نقالی متحول می‌گردند. غیر از ابزارهای یاد شده ابزارهای موسیقی دیگری چون سازهای ضربه‌ای، بادی و سیمی رواج داشتند. در همین زمان تئاتر هلنیستی در ارمنستان دچار رونق می‌شود و موسیقی مربوط به آن نیز تحول می‌بابد. پس از رسمیت یافتن آئین مسیح در ارمنستان موسیقی ارمنی دچار تحول اساسی می‌شود در کنار آن فرهنگ دنیوی نیز راه رونق خود را می‌پیماید. رقص و آواز مردمی شهری و روستایی از یکدیگر جدا می‌شود و عاشق‌های (دوره‌گرد) بعدها به عنوان تنها نمایندگان هنر موسیقی دنیوی باقی می‌مانند. آواز موسیقی ارمنی با غنی شدن و بهره‌گیری از هنر همسایگان در سده‌های ۶ و ۷ میلادی از حدود ارمنستان خارج می‌شود. در اوایل سده هفتم (میلادی) در زمان خسرو پرویز ساسانی در ایران (در تیسفون) برای مرتب‌سازی تنظیم موسیقی، موسیقی‌دانان ارمنی دعوت می‌شوند. با همکاری آنان (شیوه موسیقی خسروانی) تدوین می‌گردد یکی از موسیقی‌دانان دخیل در این کار (سارکیس یا سرکیس هوروم)، (در ادبیات ایران مشهور به سرکش)، آوازخوان مشهور ارمنی در دربار ایران بود

### آشپزی
دربارهٔ تغذیه ارمنیان از دیرباز و از زمان حکومت پادشاهی آراراتیان اطلاعاتی در دست است. پایه و اساس این شیوه تغذیه را از رشته‌های مختلف کشاورزی می‌توان دانست. در ارمنستان باستان تاکستان‌های بزرگی وجود داشت و پرورش درخت انگور (مو) از اهمیت خاصی برخوردار بود. حفاری‌های دژ وان، مانازگرد، تیشبانی و شراب‌خانه آرنی-۱، گواه بر این امر هستند. در کنار کار زراعت و مزرعه داری انواع مختلف دامداری‌ها نیز رواج داشت. محصولات مختلف کشاورزی و دامداری همراه با گیاهان طبیعی در دشت‌ها که به صورت خود رو در دسترس مردم سرزمین اَرمن بود. پایه و اساس شیوه خورد و خوراک و تغذیه آنان را فراهم کرد.
- ماتناکاش، که از آرد گندم تهیه می‌شود به نان بربری هم شباهت دارد ولی خمیر داخل آن بسیار پف‌دار تر و نرمتر از نان بربری است گرچه شکل ظاهری ماتناکاش زمخت‌تر از نان بربری است.
- ژینگیالُو هاتس (به لاتین: Zhingyalov hats)، یکی از نان (خوراکی)، سنتی ارمنیان می‌باشد که در مناطق آرتساخ، گوریس و کاپان پخت و استفاده می‌شود. در این نان از بیست نوع سبزی استفاده می‌شود. خمیر نان ساخته شده از آرد، نمک و آب می‌باشد و درون نان را با بیست نوع سبزی مانند:(نعنای فلفلی، نعنا، شوید، ترشکیان، گزنه و غیره)، (سبزی‌ها ریز ریز می‌شود و با اضافه کردن نمک، فلفل و روغن مخصوص) پُر می‌کنند و بر روی قطعه‌ای آهنی به نام «ساج» که بر روی آتش قرار گرفته گذاشته می‌شود، و آرام پخته می‌شود با توجه به منطقه طعم پخت متفاوت است.
- قاپاما (به لاتین: Ghapama)، قاپاما غذایی ارمنی است که در تعطیلات و اعیاد مختلف خورده می‌شود. برای درست کردن این غذا بعد از شستن کدو قسمت بالای آن را مثل درپوش بریده و داخل آن را خالی می‌کنند. برای پر کردن داخل این کدو از میوه‌های خشکی مثل سیب، آلو، زغال اخته، زردآلو، کشمش و همچنین برنج استفاده می‌شود. بعد از پر کردن کدو آن را در فر می‌گذارند تا زمانی که کدو نرم شود. در هنگام خوردن غذا روی آن شیر یا عسل ریخته می‌شود.[۱۰۰]

انواع غذاهای گوشتی نیز در داخل تنور پخته می‌شد گوشت اصلی که ارمنیان استفاده می‌کردند از نوع گوشت گوسفند و گاو بوده است. روستائیان گوشت را در داخل ظروفی از جنس مس یا برنج موسوم به «تاباک» نوعی ماهی تابه سرخ می‌کردند. یکی از غذاهای مطلوب و رایج که تاکنون نیز رواج فراوان دارد انواع کباب‌ها بود. ارمنیان از زمان باستان گوشت گوساله و گوسفند را بر روی آتش کباب می‌کردند و برای این کار از شاخ یا تَرکه درختان به عنوان سیخ استفاده می‌شد؛ و بعدها این تَرکه‌ها جای خود را به سیخ فلزی داد. گاهی نیز گوشت کامل دام را در میان سنگ‌های داغ می‌گذاشتند و با همان گونه سنگ‌ها آن را می‌پوشاندند و غذای بسیار لذیذی به نام «خوروو» (به لاتین: khorov) بدست می‌آمد. ارمنیان از دیرباز مواد غذائی خود را برای فصل زمستان کنار می‌گذاشتند و برای این کار تا امروز هم گوشت گوسفند و گوساله، ماهی و پرنده را نمک سود کرده با مهارت ویژه نگهداری می‌کردند. ارمنیان استاد نمک‌سود کردن انواع گوشت هستند. در زبان ارمنی واژه‌ای به صورت «خوزا پوخت» وجود دارد که به معنی گوشت خوک نمک سود شده می‌باشد. ارمنیان اهل واسپوراکان استادان مسلم تهیه کالباس دود داده بودند. انواع کنسرو گوشت برای فصل زمستان تهیه می‌شد که به آن «تهال» می‌گفتند. گوشت پخته گوسفند را در کوزه‌ها قرار داده و در آن را به دقت می‌بستند و در خاک چال می‌کردند.

### جشن‌های ارمنی
آیین‌های کلیسای رسولی ارمنی و «پاتاراک» (پاتاراک در ارمنی یعنی هدیه و عطا. مراسمی است در کلیسای ارمنی که در آن نان و شراب قرمز را به یادگار جسم و خون مسیح، برای تبرک و پیوند با مسیح به دینداران داده می‌شود) مقدسی که به مناسبت‌های ویژه و در روزهای یکشنبه برگزار می‌شود، مختص جشن‌ها یادبودها و مناسبت‌های گوناگون است. از این دیدگاه، کلیسا روزهای خود را به سه گروه بخش می‌کند:(روزهای جشن، روزهای مقدس و روزهای پرهیز)
جشن‌ها نیز به نوبه خود دارای بخش‌های زیر هستند:(جشن‌های مسیحایی که ویژه رویدادهای زندگی عیسی مسیح است، جشن‌های مریم خدازای مقدس، جشن‌های کلیسایی و جشن‌های ملی و دینی). جشن‌های کلیسای ارمنی مانند:ناخادُناک به معنی پیش جشن، ناواگاتیک، جراگالویتس به معنی چراغ افروزی، سورب دزنوند به معنی جشن میلاد مسیح، جرااُرهْنِک به معنی تبرک آب، مِرِلوتس به معنی یادبود مردگان، مِتس باس به معنی روزه بزرگ، میجینک به معنی میانگان، تساقکازارد (دزاقکازارد) به معنی گل‌آرایی، زادیک، هامبارتسوم به معنی عروج و خاقوق اورهنک به معنی تبرک انگور را نام برد.
جشن‌های مهم کلیسای حواری ارمنی و همچنین از جشن‌های مشترک ایرانیان و ارمنیان است را می‌توان به:وارداوار، ناواسارد، دیاراندآراج و باریگندان را نام برد.

### چلیپاسنگ
خاچکار از دو واژه «خاچ» به زبان ارمنی به معنی صلیب و «کار» به معنی سنگ است. اغلب این سنگ خاچکارها با نقش‌های تزیینی و نگاره‌های هنری زمان خود همراه بودند. در سده‌های بعد، به خصوص در دورهٔ آغازین سده‌های میانی نقش‌های تزیینی از نظر طرح و مضمون تنوع بیشتری یافتند. در دوران اولیهٔ مسیحیت، بر مبنای سنت تصلیب مسیح صلیب کاربرد وسیع پیدا کرد و به منزلهٔ نشان مقدس نماد آرمان‌های دیانت نو شد. حجاری صلیب که در آغاز به شکل صلیب سنگی مشابه صلیب چوبی یا به صورت نقش صلیب با بازوهای مساوی درون دایرهٔ محیطی بود، در طول دهه‌ها و حتی سده‌ها (سده‌های ۴–۶ میلادی) مضمون تزیینی غالب در ارمنستان بود. خاچکارهای نیمهٔ دوم سدهٔ نهم میلادی با رویهٔ مستطیل که بر پایهٔ سنگی استوار است و رویهٔ آن رو به جنوب است، صلیبی بر آن کنده کاری شده و پیرامون آن آرایه‌هایی از اشکال هندسی و تصاویر گیاهان وجود دارد و حاشیه‌ای از نقش‌های تزیینی همهٔ این‌ها را فرا می‌گیرد.
به این ترتیب، ویژگی‌های مهم چلیپاسنگ‌ها را می‌توان چنین برشمرد: چلیپاسنگ همانند آثار یادبود سنگی پیش از خود دارای یک پایهٔ سنگی است که روی آن تخته سنگی با تناسب‌های ویژه می‌نشیند. نسبت بلندی تخته سنگ به پهنای آن دو برابر و بیشتر است. مرکز تخته سنگ جایگاه نقش چلیپاست که روی یک ترنج نقش دار یا آرایهٔ پله‌ای قرار می‌گیرد. همهٔ این‌ها در یک قاب مستطیلی مرکب از نقش‌های درهم بافته بسیار متنوع جای گرفته‌اند که جزئیات هنری اثر را در برمی گیرد. قسمت بالای تخته سنگ، با آرایهٔ متفاوتی از قاب مستطیلی جدا می‌شود و برای هدف دیگری اختصاص می‌یابد. در میان آرایه‌های به هم پیچیده و در هم بافته، نوشتار اصلی چلیپاسنگ حجاری می‌شود یا آرایه‌های دیگر در آن جای می‌گیرند. اغلب تمثال‌های مسطح یا حتی برجسته حجاری می‌شوند که در بیشتر موارد معرف خداوند، عیسی مسیح، مریم مقدس، قدیسان اثر هستند. در آثار برتر رویهٔ پایه‌ها نیز پرداخت و حجاری شده است و سطوح خالی آن‌ها برای ثبت یادبودها به کار گرفته می‌شوند.

### ورزش
مدال‌های ارمنستان در بازی‌های المپیک تابستانی
| بازی‌ها            | ورزشکاران                          | طلا                                | نقره                               | برنز                               | مجموع                              | رتبه                               |
| ۱۹۸۸–۱۹۵۲         | به عنوان بخشی از اتحاد شوروی (URS) | به عنوان بخشی از اتحاد شوروی (URS) | به عنوان بخشی از اتحاد شوروی (URS) | به عنوان بخشی از اتحاد شوروی (URS) | به عنوان بخشی از اتحاد شوروی (URS) | به عنوان بخشی از اتحاد شوروی (URS) |
| ۱۹۹۶ آتلانتا      | ۳۲                                 | ۱                                  | ۱                                  | ۰                                  | ۲                                  | ۴۵                                 |
| ۲۰۰۰ سیدنی        | ۲۵                                 | ۰                                  | ۰                                  | ۱                                  | ۱                                  | ۷۱                                 |
| ۲۰۰۴ آتن          | ۱۸                                 | ۰                                  | ۰                                  | ۰                                  | ۰                                  | -                                  |
| ۲۰۰۸ پکن          | ۲۵                                 | ۰                                  | ۰                                  | ۶                                  | ۶                                  | ۷۸                                 |
| ۲۰۱۲ لندن         | ۲۵                                 | ۰                                  | ۱                                  | ۲                                  | ۳                                  | ۶۰                                 |
| ۲۰۱۶ ریو دوژانیرو | ۳۳                                 | ۱                                  | ۳                                  | ۰                                  | ۴                                  | ۳۶                                 |
| ۲۰۲۰ توکیو        | ۱۷                                 | ۰                                  | ۲                                  | ۲                                  | ۴                                  | ۶۹                                 |
| مجموع             | مجموع                              | ۲                                  | ۷                                  | ۱۱                                 | ۲۰                                 | -                                  |

## برای مطالعهٔ بیشتر
- روابط فرهنگی و هنری جمهوری اسلامی ایران با ارمنستان از قبل از استقلال تا کنون بایگانی‌شده  در ۳ اوت ۲۰۱۹ توسط Wayback Machine یوسف آفرینی ۱۳۹۱

- Adalian, Rouben Paul (2002). Historical Dictionary Of Armenia (Political Geography). Lanham, Maryland: Scarecrow Press, Inc. p. 304-05. ISBN 978-0-8108-4337-0.
- Adalian, Rouben Paul (2002). Historical Dictionary Of Armenia (Religion). Lanham, Maryland: Scarecrow Press, Inc. p. 321-32. ISBN 978-0-8108-4337-0.
- Adalian, Rouben Paul (2002). Historical Dictionary Of Armenia (Historical Geography). Lanham, Maryland: Scarecrow Press, Inc. p. 231-33. ISBN 978-0-8108-4337-0.
- Adalian, Rouben Paul (2002). Historical Dictionary Of Armenia (Foreign Policy). Lanham, Maryland: Scarecrow Press, Inc. p. 196-205. ISBN 978-0-8108-4337-0.
- Holding, Deirdre; Allen, Tom (2019). Armenia: with Nagorno Karabagh. Bradt Travel Guides.
- Karanian, Matthew (2013). Armenia and Karabakh: The Stone Garden Travel Guide. Stone Garden Productions.
- Jones, Alex; Masters, Tom; Maxwell, Virginia; Noble, John (2016). Georgia, Armenia & Azerbaijan. Lonely Planet. {{cite book}}: Text "access-date" ignored (help)